# Guerre civile cambodgienne (1967-1975)
Vous lisez un « bon article » labellisé en 2010.
Pour les articles homonymes, voir Guerre civile cambodgienne.
Guerre du Viêt Nam
Batailles
La guerre civile cambodgienne est un conflit qui opposa les forces du Parti communiste du Kampuchéa, connues sous le nom de « Khmers rouges », leurs alliés de la république démocratique du Viêt Nam (Nord Viêt Nam) et du Front national de libération du Sud Viêt Nam (dit Việt Cộng) à celles du gouvernement du Royaume du Cambodge (après octobre 1970, la République khmère), soutenues par les États-Unis et la république du Viêt Nam (Sud Viêt Nam).
Dans le contexte de la guerre froide, ce conflit fut exacerbé par l'influence de la guerre du Viêt Nam, et les actions des alliés des deux parties belligérantes. En effet, l'implication de l'Armée populaire vietnamienne (armée nord-vietnamienne) était motivée par son souci de protéger ses bases et ses sanctuaires dans l'Est du Cambodge le long de la piste Hô Chi Minh, sans laquelle la poursuite de son effort militaire au Sud Viêt Nam aurait été plus difficile, tandis que les États-Unis souhaitaient gagner du temps pour leur retrait du Sud-Est asiatique et protéger leur allié, le régime sud-vietnamien. Les Américains et les armées du Sud et du Nord Viêt Nam participèrent directement, à un moment ou un autre, aux combats.
Le gouvernement cambodgien fut principalement soutenu par des campagnes américaines de bombardements aériens massifs et des aides directes matérielles et financières. En 2009, Raoul Marc Jennar annonçait devant le tribunal chargé de juger les derniers dirigeants khmers rouges en vie, que « dans toute l’histoire de l’humanité, aucun autre pays n’a été autant bombardé que le Cambodge durant cette période ».
Après cinq années de combats acharnés, qui causèrent des pertes massives en vies humaines, la destruction de l'économie, la famine de la population et des atrocités sans nom, le gouvernement républicain du Cambodge fut renversé le 17 avril 1975 lorsque les Khmers rouges, victorieux, proclamèrent la création du Kampuchéa démocratique. L'intervention américaine ordonnée par Richard Nixon et Henry Kissinger au Cambodge (en particulier les bombardements aériens massifs, dont on estime entre 50 000 et 150 000 personnes tuées) a finalement contribué au renforcement du mouvement khmer rouge, dont les effectifs passèrent de 4 000 en 1970 à 70 000 hommes en 1975 et à leur prise du pouvoir. Le régime des Khmers Rouges s'avérera être un des plus sanglants du XXe siècle. Ce conflit, même s'il s'agissait d'une guerre civile locale, s'est inscrit dans le contexte de la Guerre froide, dans le cadre plus large de la guerre du Viêt Nam (1959–1975) qui toucha également le Royaume du Laos, le Sud Viêt Nam et le Nord Viêt Nam.

## Contexte politique

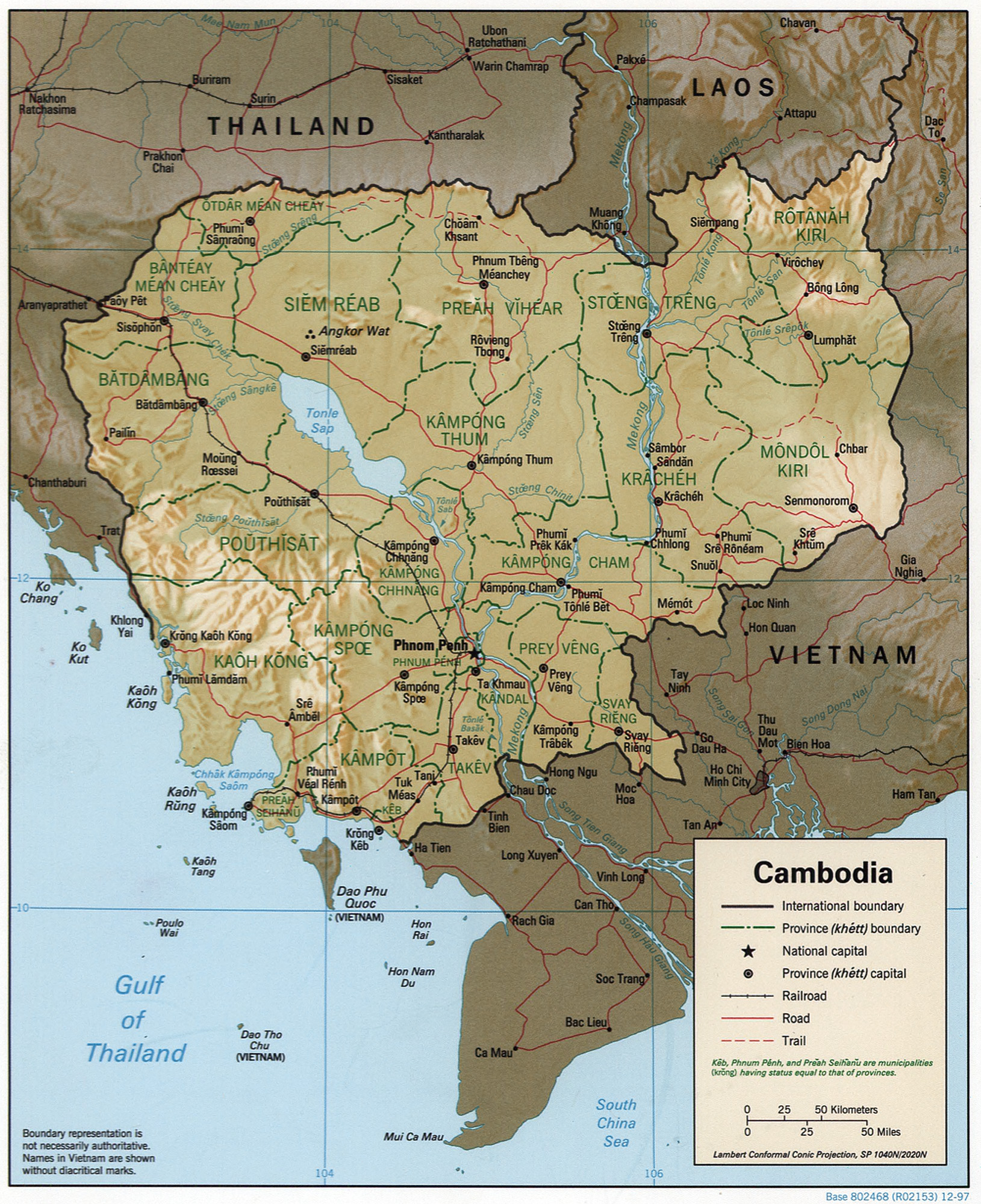
Carte du Cambodge en 1997.

Au cours de la première moitié des années 1960, la politique « neutraliste » du prince Norodom Sihanouk avait protégé sa nation de la tourmente qui avait frappé le Laos et le Sud Viêt Nam. Ni la république populaire de Chine ni le Nord Viêt Nam n'avaient contesté la prétention de Sihanouk de représenter une politique « progressiste » et la direction de l'opposition interne de gauche, le parti Pracheachon, avait été intégrée dans le gouvernement à côté d'autres partis de droite. Le 3 mai 1965, Sihanouk avait rompu ses relations diplomatiques avec les États-Unis, mis un terme à l'acheminement de l'aide américaine et s'était tourné notamment vers la république populaire de Chine et l'Union soviétique pour négocier une aide économique et militaire.
La guérilla communiste représentait encore une menace insignifiante et en cas de besoin le monarque faisait plus confiance à la Chine pour la contenir qu'aux États-Unis. Par contre, les frictions étaient alors courantes avec les alliés de Washington, entre des Thaïlandais qui soupçonnaient le prince d’aider en sous-main la guérilla maoïste dans le nord-est du pays et en contrepartie soutenait les rebelles Khmers Serei alors qu’avec la république du Viêt Nam les incidents de frontière étaient quasi-permanents et les mesures de rétorsions prises par l’administration de Diệm à l’encontre des Khmers Krom du delta du Mékong avaient mauvaise presse à Phnom Penh.
À la fin des années 1960, le délicat équilibre de la politique de Sihanouk commença à être mis en péril. En 1966, un accord fut conclu entre le prince et les Chinois tolérant un déploiement de l'armée nord-vietnamienne et du Việt Cộng et l'implantation de bases logistiques dans les régions frontalières orientales. Sihanouk avait également autorisé l'utilisation du port de Sihanoukville par les navires battant pavillon communiste livrant des fournitures et du matériel pour soutenir le Việt Cộng au Viêt Nam. Ces concessions contrevenaient à l’article 5 des accords de Genève de 1954.
Sihanouk était convaincu que la république populaire de Chine, et non les États-Unis, prendrait in fine le contrôle de la péninsule indochinoise et que « nos intérêts sont mieux servis en traitant avec le camp qui, un jour, contrôlerait l'ensemble de l'Asie – et en traitant avec lui avant sa victoire afin d'obtenir les meilleures conditions possibles ».

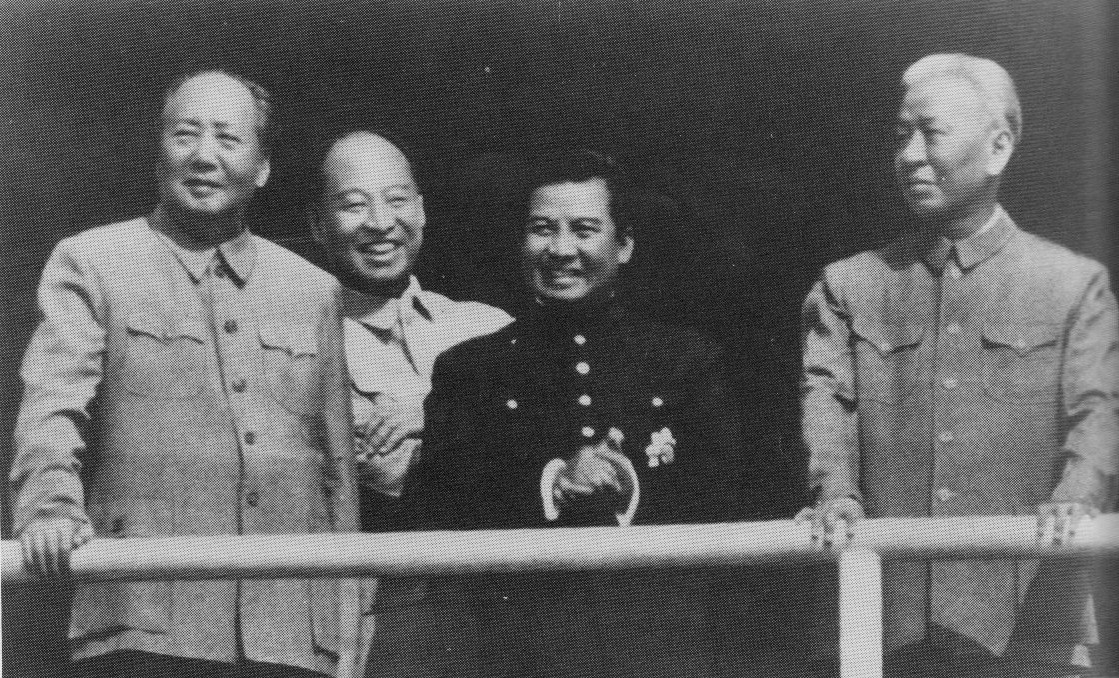
Rencontre à Pékin entre Mao Zedong et le prince Sihanouk.

Au cours de la même année, cependant, il laissa son ministre pro-américain de la défense, le général Lon Nol, réprimer l'activité de la gauche, en écrasant le Pracheachon, accusant ses membres de menées subversives et de soumission à Hanoï. Dans le même temps, Sihanouk perdait le soutien des conservateurs du Cambodge à la suite de son échec à venir à bout de la détérioration de la situation économique, encore exacerbée par la diminution des exportations de riz — qui allaient pour l'essentiel à l'armée nord-vietnamienne et au Việt Cộng  — et de la présence militaire communiste croissante.
Le 11 septembre, le Cambodge tient des élections. Grâce à la manipulation et au harcèlement les conservateurs emportèrent 75 % des sièges à l'Assemblée nationale,. Lon Nol fut choisi en tant que premier ministre par la droite qui lui donna pour adjoint Sirik Matak, un membre de la branche royale des Sisowath, adversaires de longue date de Sihanouk. En plus de ces développements politiques et du conflit d'intérêts au sein de l'élite politique de Phnom Penh, les tensions sociales créèrent un contexte favorable à la croissance d'une subversion communiste dans les zones rurales.

### La révolte dans la province de Battambang

La province de Battambang au Cambodge.

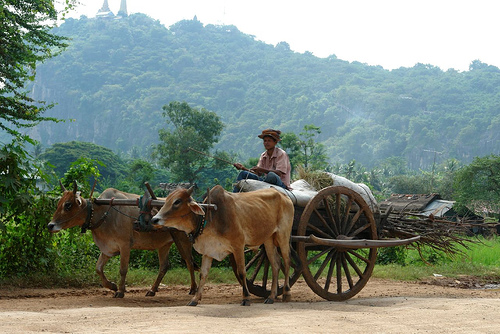
Une charrette de paysan dans la province de Battambang, un des greniers à riz du Cambodge, berceau de l'une des premières révoltes qui seront à l'origine de la guerre civile.

Le prince se trouva face à un dilemme politique. Pour contrebalancer la marée montante des conservateurs, il nomma les dirigeants du groupe qu'il avait réprimé en tant que membres d'un « contre-gouvernement » destiné à surveiller et critiquer l'administration de Lon Nol. L'une des premières priorités de Lon Nol pour stabiliser l'économie chancelante fut de refréner la vente illégale de riz aux communistes. Des troupes furent dépêchées vers les zones rizicoles pour procéder à la récolte forcée à la pointe du fusil et en ne payant que le prix minimal offert par le gouvernement. En février et mars 1967, des opposants à cette politique commencèrent la distribution de tracts antigouvernementaux à travers tout le pays et une agitation généralisée se développa, en particulier dans la riche province de Battambang, une zone depuis longtemps connue pour la présence de grands propriétaires terriens, une grande disparité dans la richesse et où les communistes avaient une certaine influence. Début mars, le porte-parole du gouvernement se félicitait que les nouvelles mesures aient permis d’amonceler plus d’une centaine de milliers de tonnes de riz dans le nord-ouest du pays,.
Le 11 mars 1967, alors que Sihanouk se trouvait en France, une rébellion éclata près de Samlaut, lorsque les villageois en colère attaquèrent une brigade de collecteurs d'impôts. Avec les encouragements probables des cadres communistes locaux, l'insurrection se répandit rapidement dans toute la région.
La région de Samlaut s’étend à une vingtaine de kilomètres au sud-ouest de Battambang et une quinzaine de la frontière thaïlandaise. Pendant la première guerre d’Indochine ce district inaccessible, essentiellement composé de forêts, avait servi de refuge aux troupes Việt Minh et issarak. Durant sa croisière pour l’indépendance, Sihanouk en avait remarqué le potentiel agricole, et en 1965-1966, la province avait accueilli plusieurs centaines de paysans sans terre du sud-ouest du Cambodge et des réfugiés khmers Krom. Ces nouveaux arrivants profitaient d’une incitation financière du gouvernement mais s’attiraient la rancœur de la population indigène. Dans le district voisin d’Andoeuk Hep, où l’ouverture d’une usine textile à Battambang avait favorisé des plantations de cotonniers, plusieurs propriétaires avaient été dépossédés de leurs terres par des dirigeants et des négociants. En 1966, toutefois, la production du coton restait faible et la plupart des fermiers s’étaient fortement endettés.
Pour ne rien arranger, et comme déjà mentionné, la campagne du gouvernement pour vendre le riz à bas prix avait elle aussi suscité une certaine acrimonie. L’historien Hin Sithan a cité dans un ouvrage - No na kitt'kam - consulté par David Porter Chandler, le témoignage d’un ancien employé municipal, recueilli dans les années 1980, ayant assisté à la reddition de plusieurs insurgés en avril 1967, qui affirmaient qu’ils ne se reconnaissaient pas dans les doctrines communistes, mais qu’ils s’étaient enfui dans la forêt car ils avaient été rendus furieux par les autorités provinciales et certains affairistes qui s’étaient alliés pour les déposséder de leurs terres.
Face aux troubles et en l'absence du prince — mais certainement avec son accord — Lon Nol réagit en proclamant la loi martiale. Malgré les premières mesures de répression, la révolte ne faiblit pas et le 2 avril 1967, à Stung Kranhung près de Samlaut, deux cents personnes arborant des slogans antigouvernementaux et armées de couteaux et de fusils artisanaux attaquèrent un camp des Jeunesses Socialistes Royales Khmères, une association affiliée au Sangkum. Ils tuèrent deux soldats et prirent leurs armes. Les campeurs, qui défrichaient une forêt pour en faire des terres agricoles, s’enfuirent et leur campement fut brûlé. Plus tard dans la journée, deux autres postes de gardes furent attaqués, d’autres fusils volés et un dirigeant local fut tué. À la tombée de la nuit, d’après Sihanouk, les rebelles avaient dérobé « 15 fusils appartenant à la nation ». Les escarmouches continuèrent encore pendant deux jours, jusqu’à ce que des troupes fraîches arrivent, rétablissent l’ordre et arrêtent des suspects. Dans le même temps, quelque deux mille hommes, femmes et enfants avaient fui les rafles et s’étaient rassemblés dans la forêt. À partir de la mi-mai, huit unités de vigiles avaient été recrutées à Battambang, armées de bâtons et envoyées dans la région pour « chasser les Rouges », en fait beaucoup de personnes qui n’avaient quitté leurs villages que pour sauver leur vie.
À Phnom Penh, alors que Sihanouk était rentré, des étudiants de gauche manifestèrent contre Lon Nol. Leurs banderoles et tracts réclamaient la dissolution du gouvernement, des nouvelles élections législatives, la baisse des prix et le retrait des troupes opérant près de Pailin. Même s’il déclara publiquement que s’il avait dû choisir lui-même le gouvernement il aurait nommé une tout autre équipe, le prince trouvait impossible de donner satisfaction à de telles demandes. Pour calmer les manifestants, il demandait qu’on plaçât leurs revendications à l’ordre du jour d’un futur congrès national du Sangkum où les contestataires seraient invités à venir présenter leurs arguments, tout en espérant qu’impressionnés par la police ils n’oseraient pas venir ; c’est ce qui se passa et le congrès décidait de maintenir en place l’Assemblée nationale élue une année auparavant.
Le fait que les manifestations avaient fait référence à Pailin suggère que le Parti communiste du Kampuchéa était au moins au courant des activités de Lon Nol là-bas. La source est certainement Nuon Chea, membre du comité central et né à Battambang. Il avait combattu aux côtés des Khmers issarak et du Việt Minh dans la région au cours des années 1950 et avait sûrement gardé des liens avec eux. Au début de 1967, il se cachait à Phnom Penh, mais allait régulièrement à Battambang.
Dans un message à la nation, Sihanouk attribuait les troubles à un harcèlement d’éléments de gauche contre Lon Nol et au rejet des radicaux locaux envers les nouveaux arrivants sur les terres et champs « khmers rouges ». Dans ses récriminations, il s’en prenait aux « Khmers Việt Minh », qui d’après lui faisaient allégeance à un grand chef inconnu. « Je ne sais pas », ajoutait le prince « si ce grand chef est un étranger ou un Khmer de Phnom Penh ». Ils menaient, toujours d’après le monarque, une lutte contre les forces nationale pour le compte de ce grand chef et continueraient jusqu’à ce que ce grand chef leur donne l’ordre d’arrêter. Sihanouk voyait les émeutes de Samlaut avant tout comme une offense personnelle. En guise de représailles, il avait demandé que les villages des insurgés soient rasés et renommés. Le nombre de victimes ne sera jamais publié, mais des sources font état de plusieurs centaines.
Le 7 avril, le prince faisait une nouvelle déclaration dans laquelle il affirmait qu’il « traiterait les Khmers rouges comme il avait traité les Khmers Serey ». Il ne faisait pas référence à la répression à Battambang, sur laquelle il avait peu d’informations, mais à la possibilité de faire exécuter certaines personnalités de gauche. Pour ne laisser planer aucun doute sur ses intentions, un film sur l’exécution publique d’agents khmers Serey récemment arrêtés fut diffusé dans l’ensemble du pays. En 1971, interrogé par Jean Lacouture sur le nombre de victimes de la répression qui s’abattit, le monarque affirmera « avoir lu quelque part » qu’il y avait eu dix mille morts ; en 1983, ses estimations furent revues à la baisse et il parlait de moins de mille morts.
Sihanouk menaça également de faire convoquer Hou Yuon et Khieu Samphân, les deux principaux députés de la gauche, devant des tribunaux militaires afin de leur poser quelques questions. Craignant pour leurs vies, les deux intéressés quittèrent précipitamment la ville. Quand on découvrit leur disparition, beaucoup à Phnom Penh pensèrent qu’ils avaient été tués.
Alors que se déroulaient ces événements, Lon Nol démissionnait de son poste de Premier ministre pour raisons de santé et se rendit en France pour se faire soigner. Sihanouk lui succéda à la tête de ce qu’il appela un gouvernement d’exception. En fait, cela revenait à dissoudre le cabinet issu des élections de 1966 et à le remplacer par un gouvernement ne comportant aucun parlementaire, mais incluant trois personnes de l’aile gauche du Sangkum, plusieurs fidèles du monarque et quelques spécialistes apolitiques de domaines particuliers – nous dirions de nos jours « venant de la société civile » – tel Kol Touch qui rejoignait le ministère ô combien sensible de l’agriculture. Sihanouk s’était assigné trois objectifs principaux, à savoir mettre un terme à la crise politique et à la rébellion à Battambang, résoudre les dysfonctionnements de l’administration et enfin trouver une solution au problème de déficit budgétaire.
La crise était surmontée dans l'immédiat mais elle eut deux conséquences tragiques : elle poussa des milliers de nouvelles recrues dans les rangs des maquis communistes de la ligne « dure » — que Sihanouk qualifiait de Khmers rouges — tandis que, pour la paysannerie, le nom de Lon Nol était désormais associé à une répression impitoyable à travers tout le Cambodge.

### La rébellion khmère rouge et la rupture avec les communistes
Alors que l'insurrection en 1967 avait été spontanée, les Khmers rouges tentèrent, sans grand succès, d'organiser une révolte plus ample au cours de l'année suivante. L'élimination par le prince Shihanouk du Pracheachon et des communistes « urbains » dégagea le terrain de toute concurrence politique pour Saloth Sar — plus tard connu sous le nom Pol Pot —, Ieng Sary, et Son Sen, les leaders maoïstes du maquis khmer rouge. Ceux-ci menèrent leurs troupes dans les hautes terres du Nord-Est et dans les territoires des Khmer Loeu, des minorités ethniques qui étaient hostiles à la fois aux Khmers des plaines et au gouvernement central. Pour les Khmers rouges, qui ne bénéficiaient pas encore de l'aide des Nord-Vietnamiens, ce fut une période de regroupement, d'organisation et de formation. Hanoï « ignora » purement et simplement ses alliés parrainés par la république populaire de Chine et cette indifférence de leurs « fraternels camarades » envers leur insurrection entre 1967 et 1969 laissera une impression indélébile sur les dirigeants khmers rouges,.
Le 17 janvier 1968, les Khmers rouges lancèrent leur première offensive, visant avant tout plus à la collecte d'armes et à la diffusion de propagande qu'à la prise de contrôle de territoires puisque, à cette époque, l'insurrection ne comptait pas plus de 4 000 à 5 000 membres,. Au cours du même mois, les communistes fondèrent l'Armée révolutionnaire du Kampuchéa en tant qu'aile militaire du parti. Dès la fin de la révolte dans la province de Battambang, Sihanouk avait commencé à reconsidérer ses relations avec les communistes. Son accord antérieur avec les Chinois ne lui avait rien rapporté : non seulement ils n'étaient pas parvenus à modérer les Nord-Vietnamiens, mais ils s'étaient impliqués activement eux-mêmes — par le biais des Khmers rouges — dans la subversion active à l'intérieur de son pays.
Sur l'avis de Lon Nol — qui était revenu au sein du cabinet comme ministre de la Défense en novembre 1968 — et d'autres politiciens conservateurs, le prince agréa le rétablissement des relations diplomatiques normales avec les États-Unis le 11 mai 1969 et constitua un nouveau gouvernement de salut national avec Lon Nol comme premier ministre. Il agit ainsi avec l'intention de « jouer une nouvelle carte, puisque les communistes asiatiques nous attaquent déjà avant la fin de la guerre du Vietnam ». En outre, l'armée nord-vietnamienne et le Việt Cộng devenaient des boucs émissaires tout désignés pour les maux du Cambodge, bien plus que la petite rébellion khmère rouge, et débarrasser le pays de leur présence résoudrait simultanément de nombreux problèmes. Les Américains profiteraient de cette occasion pour résoudre certains de leurs propres problèmes dans le Sud-Est asiatique.

### L'opérationMenu

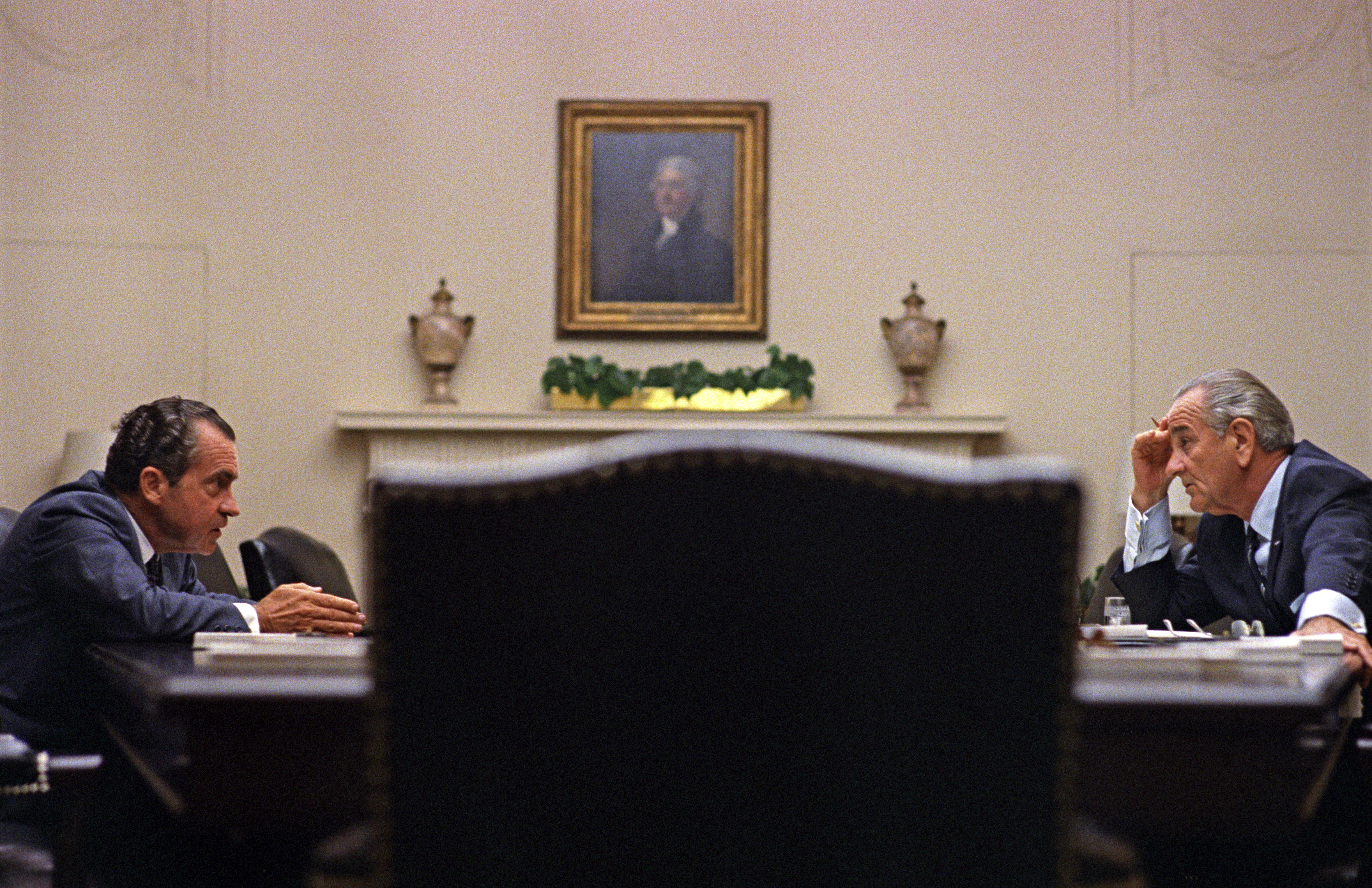
Rencontre entre le président Lyndon Johnson et le candidat républicain aux présidentielles Richard Nixon à la Maison-Blanche le 26 juillet 1968.

Bien que les États-Unis aient eu connaissance de la présence de sanctuaires Việt Cộng/Nord-Vietnamiens au Cambodge dès 1966, le président Lyndon Johnson avait choisi de ne pas les attaquer en raison d'éventuelles répercussions internationales et de sa conviction que Sihanouk pouvait être amené à modifier sa politique. Johnson avait toutefois autorisé les équipes de reconnaissance du très secret Vietnam Studies and Observations Group (SOG) du Military Assistance Command à entrer au Cambodge pour recueillir des renseignements sur ces bases en 1967. L'élection de Richard Nixon en 1968 et l'introduction de sa politique de désengagement progressif des États-Unis du Sud-Vietnam et de la vietnamisation du conflit allait tout changer.
Le 18 mars 1969, suivant les ordres secrets de Nixon, 59 bombardiers B-52 Stratofortress du Strategic Air Command de l'US Air Force bombardèrent la Base 353, située dans la région dite « de l'hameçon » face à la province sud-vietnamienne de Tay Ninh. Cette frappe fut la première d'une série d'attaques sur les sanctuaires qui dura jusqu'en mai 1970. Au cours de l'Opération Menu, l'Air Force effectua 3 875 sorties et lâcha plus de 108 000 tonnes de munitions sur les zones frontalières orientales. Au cours de cette opération, Sihanouk resta serein à propos des événements, espérant peut être que les États-Unis seraient en mesure de chasser les troupes nord-vietnamiennes et celles du Việt Cộng de son pays. Hanoï aussi resta silencieuse, ne voulant pas donner quelque publicité à la présence de ses forces dans le Cambodge « neutre ».

## Le renversement de Sihanouk (1970)

### Le coup d'État de Lon Nol
Fin 1969, Lon Nol partit suivre un traitement médical dans une clinique de Neuilly-sur-Seine. Il sera rejoint peu après par Norodom Sihanouk qui viendra se faire soigner dans le sud de la France à partir de janvier 1970. S’il a été confirmé que les deux hommes se rencontrèrent, le plus grand flou subsiste quant à la teneur des entretiens. Des rumeurs qui n’ont jamais été confirmées, font état d’un accord visant à laisser Lon Nol préparer des manifestations antivietnamiennes « spontanées » pendant que Sihanouk se rendrait en Union soviétique et en Chine pour demander aux deux puissances communistes de faire pression sur leur protégés du Việt Cộng afin que celui-ci limite sa présence sur le territoire khmer. De retour au Cambodge à la mi-février, Lon Nol réunissait les différents gouverneurs pour avoir un état des implantations vietnamiennes puis fermait le port de Sihanoukville à l’approvisionnement des maquis du Việt Minh. Le 8 mars, des manifestations éclataient dans les provinces du sud-est proches de la frontière.
Le 11, ce sera au tour de Phnom Penh d’être touché : les ambassades du gouvernement révolutionnaire provisoire du Vietnam du sud et de la république démocratique du Viêt Nam sont saccagées par une foule en colère. Le 12, l’escalade se poursuivait. Tout en présentant ses excuses pour le saccage des ambassades, Lon Nol donna 3 jours aux troupes vietnamiennes présentes au Cambodge pour quitter le territoire. Ce véritable ultimatum, totalement irréaliste, mit Sihanouk dans une rage folle. Depuis l’ambassade du royaume khmer à Paris, le monarque fulminait et évoquait son intention, après un passage par Moscou puis Pékin, de rentrer à Phnom Penh pour châtier les coupables. D’après un entretien que Lon Nol avait accordé au Times, la retranscription des propos avait été envoyée dans la capitale cambodgienne où elle aurait suscité un certain émoi et aurait scellé le sort du prince. Ce qui jusqu’alors n’aurait eu pour but que de limiter les pouvoirs de Norodom Sihanouk et de réorienter la « neutralité » du Cambodge vers une voie moins proche des communistes allait amener à mettre fin à une monarchie millénaire. Le 18 mars 1970, Lon Nol demanda que l'Assemblée nationale statue sur le futur du leadership du prince sur la nation. Sihanouk fut chassé du pouvoir par un vote de 92 « contre » et 0 « pour ». Cheng Heng, président de l'Assemblée nationale, fut nommé chef de l'État par intérim, tandis que le Premier ministre Lon Nol était investi de pouvoirs d'urgence et que Sirik Matak conservait son poste de vice-Premier ministre. Le nouveau gouvernement affirma que le transfert du pouvoir avait été tout à fait légal et constitutionnel,.
Plusieurs sources affirmaient et affirment que ce « coup d'État » aurait été élaboré à Washington. Sihanouk, de son côté, soutenait que sa déposition était l'œuvre de la CIA qui pour l'occasion s'était associée avec le prince Sisowath Sirik Matak et le leader nationaliste Son Ngoc Thanh. Si plusieurs intervenants ont affirmé – sans le prouver - que les autorités militaires basées à Saïgon étaient au moins au courant de ce qui allait se passer, voire aurait apporté leur soutien aux « conjurés », Il n'a jamais été possible de prouver l’implication de l'agence américaine dans la conduite de ces événements. Alain Clément, correspondant du Monde à Washington se demandait dès le 20 mars « Qu’est-ce qu’une administration qui s’est engagée sur la voie du rapatriement du corps expéditionnaire américain au Vietnam ... aurait à gagner à l’installation d’un régime ostensiblement pro-américain à Phnom Penh ». Il semble qu'au départ, Lon Nol voulait simplement faire pression sur Sihanouk pour obtenir que les troupes nord vietnamiennes et Việt Cộng cessent leurs opérations au Cambodge.
La majorité des citadins éduqués ou appartenant à la classe moyenne étaient las des frasques du prince et se félicitèrent du changement de gouvernement. Ils furent rejoints par l'armée qui se réjouit de la perspective du retour de l'aide militaire et financière américaine. Dans les jours qui suivirent sa déposition, Sihanouk diffusa depuis Pékin un appel exhortant le peuple à résister aux usurpateurs. Des manifestations et des émeutes eurent lieu, principalement dans les zones contiguës à celles contrôlées par les Vietnamiens, mais aucune ne menaça le gouvernement à l'échelle nationale. Lors d'un incident à Kompong Cham le 29 mars, la foule en colère tua cependant le frère de Lon Nol, Lon Nil, lui arracha le foie, le cuisit et le mangea,. Quelque millers de paysans commencèrent alors à marcher sur la capitale pour exiger la restauration de Sihanouk, ils furent dispersés par l'armée au prix de nombreuses victimes. Le 9 octobre, la République khmère fut donc proclamée officiellement.

### Le massacre des Vietnamiens
La majorité de la population tourna alors sa rancœur et ses frustrations contre la minorité nationale vietnamienne. Le message de Lon Nol appelant à la levée de 10 000 volontaires pour renforcer les effectifs mal équipés de l'armée cambodgienne, forte de 30 000 hommes, virent les militaires submergés par l'arrivée de plus de 70 000 recrues. Des rumeurs commencèrent alors à circuler relatives à une possible offensive nord-vietnamienne visant Phnom Penh elle-même. La paranoïa se développa et déclencha une violente réaction contre les 400 000 Vietnamiens nationaux.
Lon Nol espérait utiliser les Vietnamiens locaux comme otages contre les activités des Nord-Vietnamiens et les militaires commencèrent à effectuer des rafles pour les regrouper dans des camps de détention. C'est alors que les massacres débutèrent : dans les villes et les villages, partout au Cambodge, des soldats et des civils commencèrent à traquer leurs voisins vietnamiens afin de les assassiner. Le 15 avril, les corps de centaines de Vietnamiens dérivaient sur le Mékong vers le Sud Viêt Nam.
Le Sud-Vietnam, le Nord-Vietnam et le Việt Cộng dénoncèrent durement ces horribles exactions. De manière très significative, aucun Cambodgien, pas même ceux de la communauté bouddhiste, ne condamnèrent les meurtres. Dans son message d'excuses au gouvernement de Saigon, Lon Nol déclara qu'« il était difficile de faire la distinction entre les citoyens vietnamiens qui étaient membres du Việt Cộng et ceux qui ne l'étaient pas. Il est donc tout à fait normal que la réaction des troupes cambodgiennes, qui se sont senties trahies, ait été difficile à contrôler ».

### La fuite du gouvernement provisoire révolutionnaire sud-vietnamien vers le nord (mars - avril 1970)
Depuis le début de 1970, les services de renseignements de Hanoï dans la capitale cambodgienne savaient que Sihanouk était soumis à des pressions intenses pour éliminer les bases vietnamiennes du sol cambodgien. Pour faire face à toutes les éventualités, les Nord-Vietnamiens avaient commencé à planifier des itinéraires d'évacuation d'urgence dans le cas d'un assaut coordonné par les Cambodgiens à l'Ouest et des Sud-Vietnamiens au sud-est. Après le coup d'état de Lon Nol, le « Bureau Central pour le Sud-Vietnam » fut évacué le 19 mars 1970. Alors que le Việt Cộng et le gouvernement provisoire se préparaient à se déplacer également vers le nord et la sécurité, ils furent frappés par les bombardements aériens des B-52 américains du 27 mars. Conformément aux plans d'évacuation, le général Hoang Van Thái avait prévu d'engager trois divisions vietcong pour couvrir la fuite : la 9e division devait bloquer tout mouvement de l'armée sud-vietnamienne, la 5e ferait écran face aux forces cambodgiennes et la 7e FNL assurerait la sécurité aux membres civils et militaires du gouvernement et des bases.

Le repli du gouvernement provisoire communiste vers Kratié en mars-avril 1970.

Lorsque Lon Nol intima au Việt Cộng l'ordre de quitter le Cambodge, celui-ci prit immédiatement le contrôle d'une grande partie de l'Est et du Nord du pays. Lon Nol et les Sud-Vietnamiens réagirent en lançant une invasion de la région frontalière et en forçant les combattants anti-gouvernementaux à quitter celle-ci en direction des « sanctuaires » constitués dans la province septentrionale de Kratié par les Vietnamiens, certains éléments dont le gouvernement provisoire vidant les lieux sous la pression des Cambodgiens et les forces sud-vietnamiennes. Cette opération conjointe sud-vietnamienne/républicaine khmer fut considérée comme un prélude à la campagne cambodgienne américano-vietnamienne un mois plus tard.
Des éléments du GRP et du Việt Cộng furent encerclés dans leurs bunkers par les forces héliportées sud-vietnamiennes qui avaient traversé la frontière du Cambodge le 30 mars. Cernés, ils attendirent jusqu'au soir puis, sous la protection de la 7e division, ils rompirent l'encerclement pour fuir vers le nord et rejoindre à marche forcée le Bureau Central dans la province cambodgienne de Kratié. Au moment de traverser la route 7, en direction du nord, la colonne apprit que le 3 avril, la 9e division avait été engagée près de la ville de Krek et y avait vaincu les forces de l'armée sud-vietnamienne.

### La constitution du FUNK et du GRUNK
De Pékin, Sihanouk proclama entre-temps la destitution du gouvernement de Phnom Penh et son intention de créer le « Front Uni National du Kampuchéa » — le FUNK. Sihanouk déclarera plus tard : « j'avais choisi de ne pas être avec les Américains ou avec les communistes, parce que je considérais qu'il y avait deux dangers, l'impérialisme américain et le communisme en Asie. Ce fut Lon Nol qui m'obligea à choisir entre eux ».
Le prince s'allia alors avec les Khmers rouges, les Nord-Vietnamiens, les Laotiens du Pathet Lao, et le Việt Cộng, en jetant son prestige personnel au service des communistes. Le 5 mai vit la mise en place effective du FUNK et la constitution du « Gouvernement royal d'union nationale du Kampuchéa » (GRUNK). Sihanouk y assumait le poste de chef de l'État, nommant Penn Nouth, un de ses plus fidèles soutiens, en tant que Premier ministre. Khieu Samphân fut désigné vice-Premier ministre, ministre de la Défense et commandant en chef des forces armées du GRUNK même si la direction des opérations militaires était assurée par Pol Pot. Hu Nim devint le ministre de l'information tandis que Hou Yuon assumait de multiples responsabilités en tant que ministre de l'Intérieur, des réformes communales et les coopératives. Le GRUNK proclama qu'il n'était pas un gouvernement en exil puisque Khieu Samphân et les insurgés restaient à l'intérieur du Cambodge. Sihanouk et ses partisans restèrent en Chine bien que le prince ait fait une visite dans les zones « libérées » du Cambodge, y compris à Angkor Vat, en mars 1973. Ces visites visaient principalement à des fins de propagande et n'eurent aucune influence réelle sur les affaires politiques.
Pour Sihanouk, cette alliance n'était qu'un « mariage de raison » à court terme justifié par sa soif de vengeance contre ceux qui l'avaient trahi,. Pour les Khmers rouges, c'était un moyen d'élargir considérablement l'assise de leur mouvement. Les paysans, motivés par la loyauté à la monarchie, se rallièrent peu à peu à la cause du FUNK. L'appel personnel de Sihanouk, le comportement généralement plus correct des troupes communistes et les bombardements aériens généralisés facilitèrent le recrutement. La tâche fut rendue encore plus facile pour les communistes après le 9 octobre 1970, lorsque Lon Nol abolit la monarchie fédéraliste et décréta la mise en place d'une République khmère centralisée.

## L'extension du conflit (1970–1971)

### Les forces en présence
Dans la foulée du coup d'État, Lon Nol ne lança pas immédiatement le Cambodge dans la guerre. Il en appela d'abord à la communauté internationale et aux Nations unies dans le but d'obtenir un soutien pour le nouveau gouvernement et la condamnation des violations de la neutralité du Cambodge « par les forces étrangères, à quelque camp qu'elles appartiennent ». Ses espoirs de neutralisme prolongé n'eurent guère plus de suite que ceux de Sihanouk. Par ailleurs, comme les opérations militaires le révélèrent très rapidement, les deux camps en présence firent montre de sérieuses lacunes.
Les « Forces armées nationales khmères ».
Les troupes gouvernementales furent rebaptisées « Forces armées nationales khmères », ou FANK, et des milliers de jeunes citadins cambodgiens affluèrent pour rejoindre leurs rangs dans les mois suivant la destitution de Sihanouk. Avec cet afflux de recrues, les FANK se développèrent bien au-delà de leurs capacités à les intégrer. Plus tard, sous la pression des opérations tactiques et la nécessité de remplacer les pertes au combat, il ne fut pas consacré assez de temps à former les individus ou les unités, le manque de formation restant le chancre des forces armées khmères tout au long de leur existence jusqu'à leur effondrement.

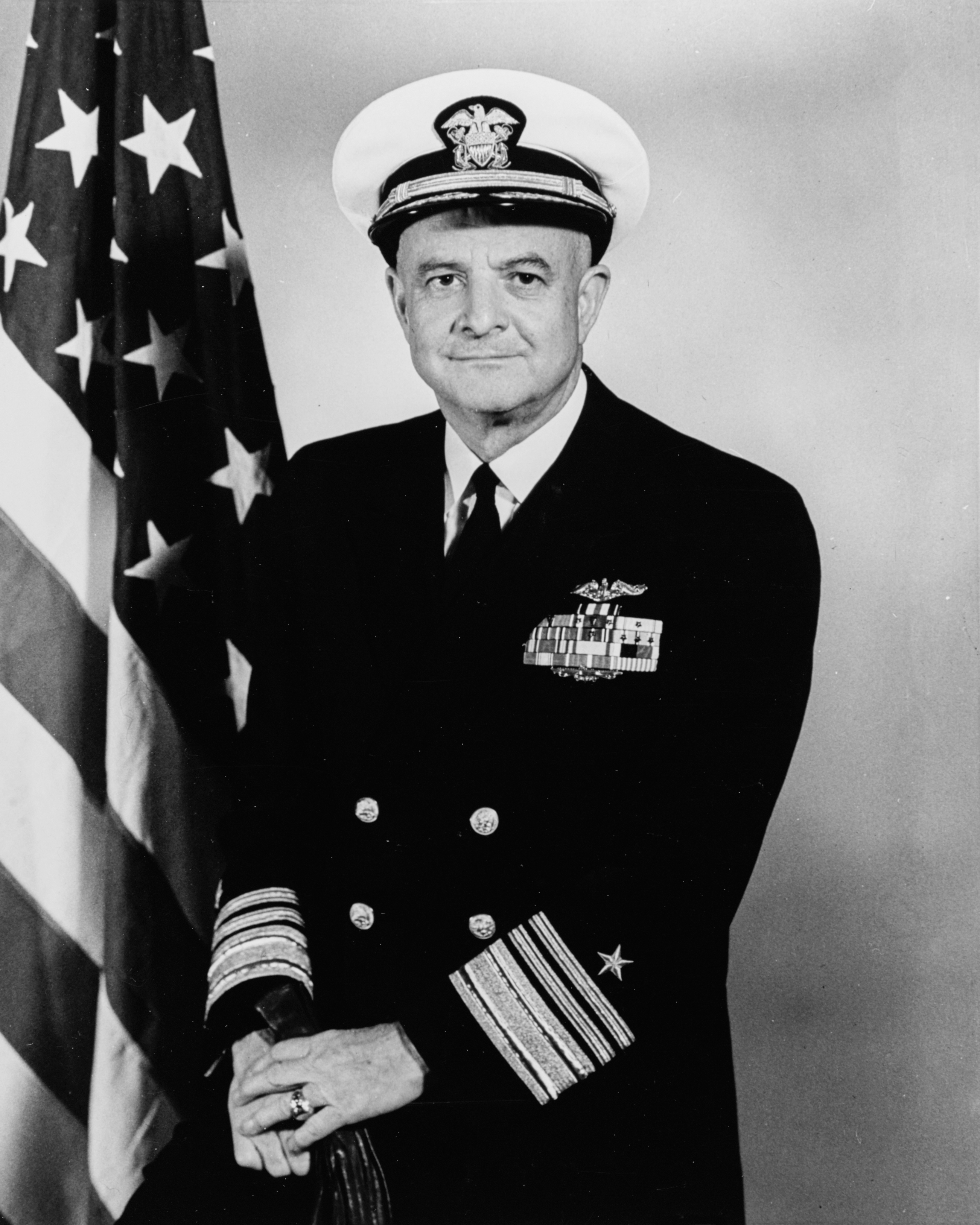
L'amiral John S. McCain, Jr., responsable de la en (MEDTC) chargée de l'acheminement de l'aide militaire américaine aux Forces armées nationales khmères.

Au cours de la période 1974-1975, les effectifs des FANK passèrent officiellement de 100 000 à environ 250 000 hommes, mais ne comptèrent probablement effectivement qu'environ 180 000 combattants en raison du gonflement artificiel des états de soldes par des officiers indélicats et des désertions. L'aide militaire des États-Unis — munitions, fournitures et équipements — était acheminée aux FANK par la Military Equipment Delivery Team, Cambodia (MEDTC). Avec un effectif autorisé de 113 hommes et officiers, l'équipe arriva à Phnom Penh en 1971 sous le commandement supérieur de l'amiral John S. McCain, Jr.. L'attitude de l'administration Nixon en l'espèce pourrait se résumer par les conseils donnés par Henry Kissinger au premier chef de l'équipe de liaison, le colonel Jonathan Ladd : « ne pensez pas à la victoire, contentez-vous de maintenir [le Cambodge - NdA] en vie ». Néanmoins, McCain réclama constamment au Pentagone plus d'armes, de matériel et de personnel pour ce qu'il considérait comme « sa » guerre.
Mais il y avait d'autres problèmes. Le corps des officiers des Forces armées nationales khmères était généralement corrompu et cupide : la reprise dans les états d'effectifs de « soldats fantômes » permettait des fraudes massives au niveau des états de soldes, les rations étaient détournées tandis que les hommes mouraient de faim et la vente d'armes et de munitions sur le marché noir — ou même à l'ennemi — était de pratique courante,. Pire encore, l'incompétence tactique chez les officiers des FANK était aussi répandue que leur avidité. Le général Creighton Williams Abrams, commandant des forces américaines au Viêt Nam de 1968 à 1972, expédia le général Conroy à Phnom Penh pour évaluer la situation et faire rapport. Les conclusions de Conroy furent sans appel : le corps cambodgien des officiers « n'a pas l'expérience du combat... ne sait pas comment faire fonctionner une armée et ils ne sont apparemment pas préoccupés par leur ignorance face aux menaces mortelles auxquelles ils sont confrontés ». Lon Nol court-circuita fréquemment l'état-major en dirigeant lui-même des opérations jusqu'au niveau des bataillons, tout en interdisant toute réelle coordination entre l'armée, la marine et l'armée de l'air.
La troupe se battit avec courage au début mais elle fut minée par les bas salaires — avec lesquels les soldats devaient acheter leur propre nourriture et payer les soins médicaux — et la pénurie de munitions et d'équipements divers. À cause du système de paye, les familles ne recevaient aucune aide et étaient dès lors contraintes de suivre maris et fils dans les zones de combat. Ces problèmes, aggravés par la baisse continue du moral, ne firent qu'empirer au fil du temps.

Insigne de la force aérienne cambodgienne de 1970 à 1975.

Au début de 1974, l'inventaire de l'armée cambodgienne reprenait 241 630 fusils, 7 079 mitrailleuses, 2 726 mortiers, 2 481 lance-grenades, 304 canons sans recul, 289 obusiers, 202 transports de troupes blindés et 4 316 camions. La marine alignait 171 navires, l'armée de l'air 211 avions, dont 64 North American T‑28 Trojan, 14 Douglas AC-47 « gunships » et 44 hélicoptères.
Le personnel militaire de l'ambassade des États-Unis — qui ne devait qu'assurer la coordination du programme de fourniture d'armes — se retrouva parfois impliqué dans des tâches — pourtant interdites — d'assistance militaire et des missions de combat.
Les forces communistes.
Face à cette force armée aux capacités limitées se retrouva initialement déployée ce qui était sans doute la meilleure armée d'infanterie légère dans le monde à l'époque — l'Armée populaire du Viêt Nam .

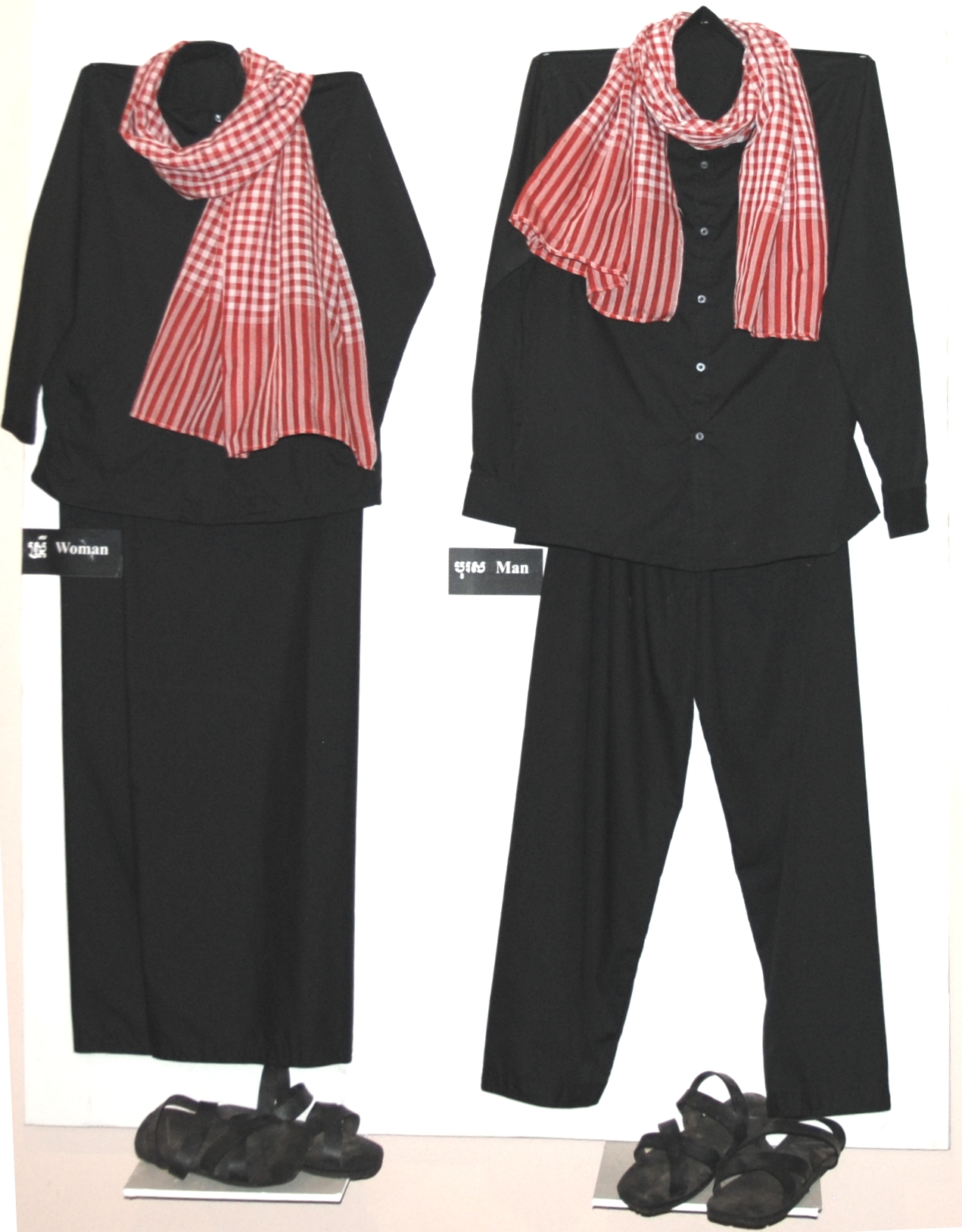
Tenue traditionnelle des combattants khmers rouges.

Quand ces forces nord-vietnamiennes se furent retirées, elles furent remplacées par l'armée paysanne — dure, rigide et endoctrinée — des Khmers rouges avec son noyau de dirigeants chevronnés qui bénéficiaient désormais du plein appui de Hanoï. Les forces khmères rouges, qui avaient été réorganisées lors d'un sommet indochinois tenu à Conghua en Chine en avril 1970, passèrent de 12 à 15 000 combattants en 1970 à 35 à 40 000 en 1972, après que la prétendue « khmerization » du conflit eut lieu et que la conduite des opérations de combat contre le gouvernement républicain fut complètement confiée aux insurgés.
Le développement de ces forces se fit en trois étapes. Les années 1970 à 1972 furent une période d'organisation et de recrutement, au cours de laquelle les unités khmères rouges servirent en tant qu'auxiliaires de l'armée populaire du Viêt Nam. De 1972 à la mi-1974, les insurgés formèrent des unités de la taille du bataillon et du régiment. C'est durant cette période que les Khmers rouges ont commencé à se détacher de Sihanouk et ses partisans et que la collectivisation de l'agriculture a commencé dans les zones libérées. Des unités de la taille d'une division furent engagées en 1974-1975, lorsque le parti s'affirma et commença la transformation radicale du pays.
Après le renversement de Sihanouk, Hanoï s'alarma à la perspective qu'un régime pro-occidental pourrait permettre aux Américains d'établir une présence militaire sur son flanc ouest. Pour empêcher cela, le Nord Viêt Nam commença à transférer ses installations militaires hors des régions frontalières vers des endroits situés plus profondément dans le territoire cambodgien. Un nouveau centre de commandement fut établi à Kratié et le moment du déménagement fut bien choisi, le président Nixon émettant alors l'avis que « nous avons besoin d'un geste audacieux au Cambodge pour montrer que nous sommes avec Lon Nol... quelque chose de symbolique... pour le seul régime cambodgien qui ait les tripes de prendre une position pro-occidentale et pro-américaine ».

### L'internationalisation du conflit

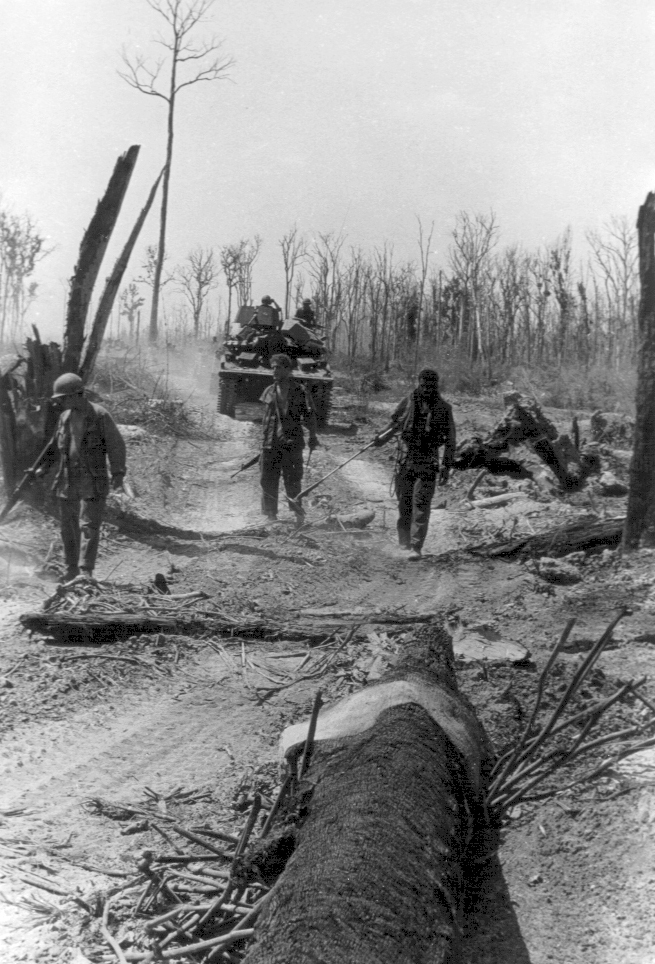
Des démineurs de len en action lors d'une opération au Cambodge. À l'arrière plan un M551 Sheridan du 11e régiment de cavalerie américain.

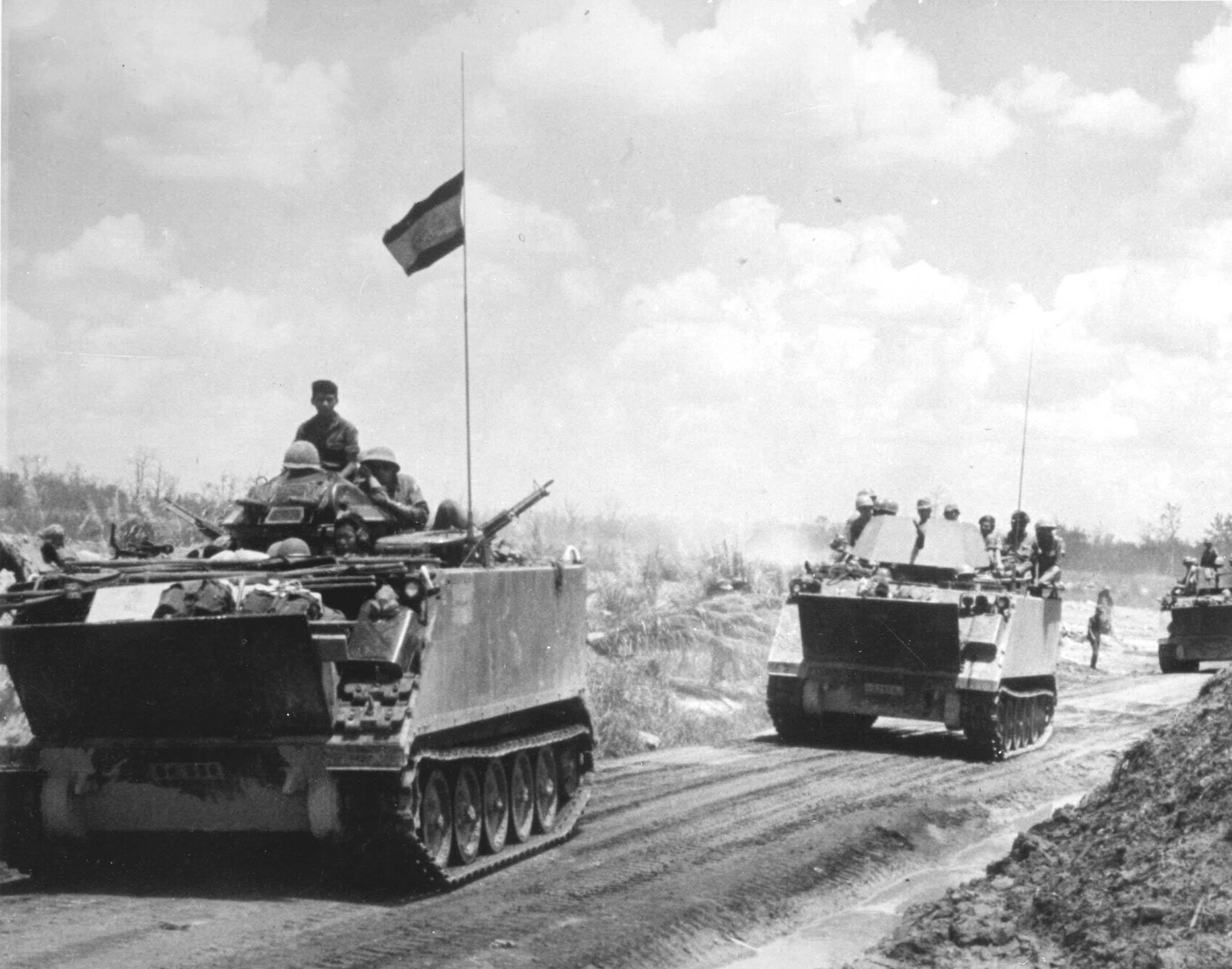
Transports de troupes M113 sud-vietnamiens lors d'une opération au Cambodge.

Le 29 avril 1970, les États-Unis et le Sud-Vietnam, alarmés eux aussi par la perspective d'une invasion communiste du Cambodge, déclenchèrent une campagne d'opérations sur plusieurs fronts avec pour Washington l'espoir de résoudre trois problèmes : d'abord, protéger le retrait américain en détruisant le système logistique de l'armée nord-vietnamienne et en lui décimant ses troupes, ensuite tester les résultats de la politique de vietnamisation et troisièmement, envoyer un message à Hanoï démontrant l’intransigeance de Nixon. Malgré l'estime que portait Nixon à Lon Nol, le leader cambodgien ne fut pas informé préalablement de la décision d'envahir son pays : il ne l'apprit du chef de la mission américaine, qui l'avait lui-même appris par une émission de radio, qu'après le déclenchement des opérations.
D'importantes installations logistiques et de grandes quantités d'équipements furent trouvées et détruites, mais, comme il ressort des rapports du commandement américain à Saïgon, de plus grandes quantités encore de matériels avaient déjà été déplacées plus loin dans les campagnes. Selon le général républicain Sak Sutsakhan, le retrait des forces américaines, après une campagne de 30 jours seulement, créa « un vide si grand du côté des alliés que ni le Cambodge ni les armées sud-vietnamiennes ne furent jamais en mesure de combler ».
Le jour même où l'incursion fut lancée, les Nord-Vietnamiens réagirent en lançant leur propre offensive — la « Campagne X » — contre les forces républicaines khmères afin de protéger et d'étendre leurs bases-sanctuaires et leur système logistique. Les unités de l'armée populaire vietnamienne impliquées comprenaient les 1re, 5e, 7e et 9e divisions et la division « mixte » (nord-vietnamienne/vietcong) C40, l'appui d'artillerie étant fourni par la 69e division d'artillerie.
En juin, trois mois après le remplacement de Sihanouk, l'offensive communiste avait balayé l'armée gouvernementale de l'ensemble du tiers nord-est du pays. Après avoir vaincu les forces républicaines, les Nord-Vietnamiens transférèrent les territoires nouvellement conquis aux insurgés locaux. Les Khmers rouges établirent également des zones « libérées » dans le sud et le sud-ouest du pays, où ils opérèrent indépendamment des Nord-Vietnamiens.
Dans la nuit du 21 janvier 1971, une force de 100 commandos nord-vietnamiens/vietcong attaqua l'aérodrome de Pochentong, principale base aérienne de la force aérienne républicaine. Au cours de ce seul raid, les assaillants détruisirent là presque la totalité de la flotte aérienne gouvernementale, y compris la totalité de ses avions de combat. Ce fut peut-être une bénédiction en définitive puisque cette force aérienne était composée d'avions soviétiques anciens voire dépassés. Les Américains s'empressèrent de remplacer les avions détruits par des modèles plus modernes. L'attaque prévint toutefois une offensive en projet des FANK. Deux semaines plus tard, Lon Nol fut victime d'un infarctus et évacué à Hawaii pour traitement. Il s'agissait d'une attaque légère cependant et, ayant rapidement récupéré, le général fut de retour au Cambodge après seulement deux mois.

### L'opérationChenla II(1971)
En octobre 1971, une opération nommée Chenla II fut organisée afin de libérer la ville de Kampong Thom, à 80 kilomètres au nord de Phnom Penh, et assiégée depuis plus d’un an par la rébellion. La progression de l’armée gouvernementale se fit sans encombre et les troupes rentrèrent dans la ville quasiment sans combattre. L’événement fut célébré à Phnom Penh comme une victoire éclatante ; néanmoins, la présence se limitait à la route no 6 qui reliait la ville à la capitale cambodgienne. Comme le fit remarquer le général Creighton Williams Abrams, commandant des forces américaines à Saïgon, « ils avaient ouvert un front de quatre-vingts kilomètres de long sur soixante centimètres de large » qu’il était quasiment impossible de tenir.
Les armées nord-vietnamienne et khmères rouges contre-attaquèrent en novembre et, en décembre, anéantissant les forces gouvernementales dans la foulée. Il n'a jamais été établi un décompte précis des pertes mais l'estimation donnée est « de l'ordre de dix bataillons en personnel et en matériel perdus en plus de l'équipement de dix bataillons supplémentaires ». Le résultat stratégique de l'échec de Chenla II fut que l'initiative offensive passa désormais complètement dans les mains des forces communistes.
La défaite était directement imputable au nouveau Maréchal qui en avait supervisé les préparatifs. Emory Coblentz Swank, l’ambassadeur américain télégraphia à ses supérieurs, déplorant « la façon hasardeuse, dispersée et dépourvue de toute coordination dont Lon Nol mène les opérations militaires ». Le désastre eut également des répercussions politiques et des rumeurs de déposition du gouvernement circulaient à Phnom Penh. Son Ngoc Thanh, le dirigeant nationaliste de retour au Cambodge, pensant son heure venue, laissait entendre qu’il accepterait – si on le lui demandait – d’occuper à nouveau le poste de premier ministre qu’il avait déjà brièvement tenu en 1945. Sirik Matak et le chef de l’État Cheng Heng de leur côté tentèrent de convaincre Lon Nol de céder une partie de ses pouvoirs alors que l’état-major lui demandait de renoncer au commandement suprême des armées, mais celui-ci resta inflexible.

## La lente agonie de la République khmère (1972–1975)

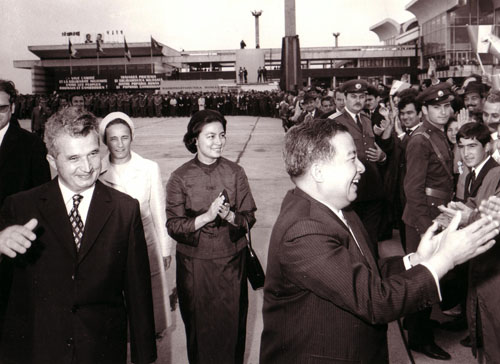
Le prince Norodom Sihanouk, au côté de Nicolae Ceaușescu, en visite en république socialiste de Roumanie, en 1972. Dès cette époque, le rôle du prince au sein du « gouvernement d'opposition » au régime de Lon Nol se réduisait à de la figuration sur la scène internationale, les Khmers rouges en ayant totalement pris le contrôle.

Entre 1972 et 1974, la guerre fut essentiellement menée le long des lignes de communications des FANK au nord et au sud de la capitale. Des offensives limitées furent lancées pour maintenir le contact avec les régions rizicoles du Nord-Ouest et le long du Mékong et de la Route 5, les principales voies de liaison avec la république du Sud-Vietnam. La stratégie des Khmers rouges fut de peu à peu couper ces lignes de communication et d'« étrangler » Phnom Penh à petit feu, avec pour résultat que les forces républicaines se retrouvèrent fragmentées, isolées et incapables de se prêter un appui mutuel.

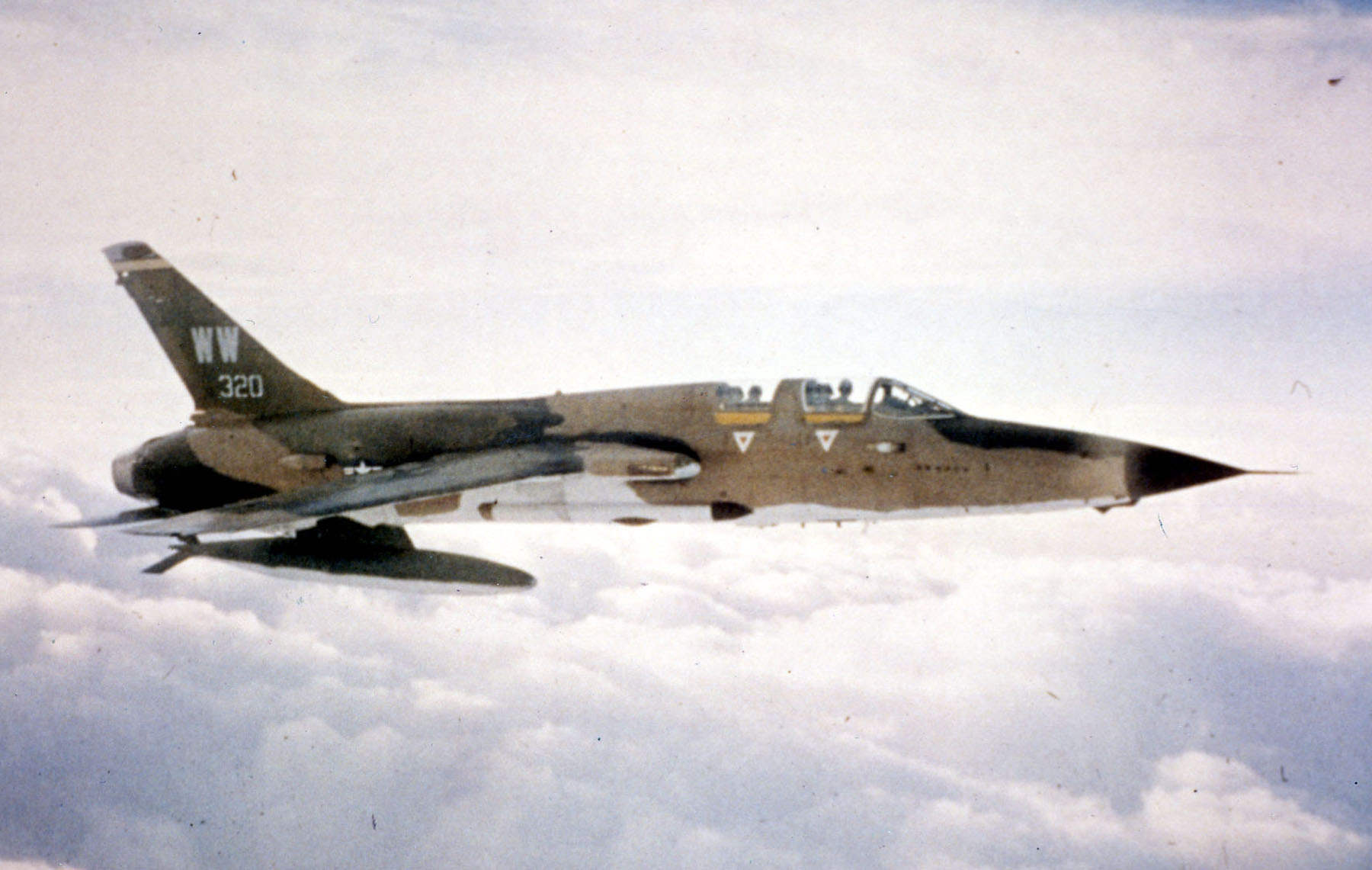
Un F-105 Thunderchief de l'US Air Force en mission au-dessus du Sud-Est asiatique en 1972.

La principale contribution des États-Unis à l'effort de guerre des FANK prit la forme d'un soutien massif de l'US Air Force. Lorsque le président Nixon lança l'incursion d'avril 1970, les troupes américaines et sud-vietnamiennes opérèrent sous le « parapluie » de la couverture aérienne fournie par l'opération « Freedom Deal ». Lorsque ces troupes se retirèrent, l'opération aérienne a continué, sous prétexte officiel d'entraver les mouvements et la logistique du Viêt Cong et des Nord-Vietnamiens. En réalité – et à l'insu du Congrès et du public américains – ces frappes aériennes furent utilisées pour fournir un appui aérien tactique aux FANK. Comme un ancien officier américain en poste à Phnom Penh le confiera plus tard, « les zones autour de la rivière Mékong étaient si parsemées de cratères de bombes de B-52 qu'en 1973, elles ressemblaient aux vallées de la lune ».

### Lutter pour survivre
Le 10 mars 1972, juste avant que la fraîchement rebaptisée « Assemblée constituante » n'ait approuvé une constitution révisée, Lon Nol annonça qu'il suspendait les délibérations. Il força ensuite Cheng Heng, le chef de l'État depuis la déposition de Sihanouk, à renoncer à son pouvoir en sa faveur. Pour le deuxième anniversaire du coup d'État, Lon Nol renonça toutefois à son autorité de chef de l'État tout en conservant son poste de Premier ministre et de ministre de la Défense.
Le 4 juin, Lon Nol est élu premier président de la République khmère à la suite d'élections marquées par des fraudes massives. Selon la nouvelle constitution, ratifiée le 30 avril, les partis politiques se constituèrent au sein de la nouvelle nation, devenant rapidement une source de dissensions politiques. Le général Sutsakhan déclarera : « les germes de la démocratisation, qui avaient été jetés au vent avec une telle bonne volonté par les dirigeants khmers, ne rendirent à la République khmère qu'une mauvaise récolte ».
En janvier 1973, un espoir naquit dans le cœur du gouvernement de la République, de l'armée et de la population avec la signature des Accords de paix de Paris mettant (provisoirement) fin au conflit au Sud Viêt Nam et au Laos. Le 29 janvier, Lon Nol proclama un cessez-le-feu dans tout le pays. Toutes les opérations de bombardements américaines furent interrompues dans l'espoir d'obtenir une chance de paix. Espoirs déçus : les Khmers rouges ignorèrent tout simplement la proclamation et poursuivirent les combats. En mars, les lourdes pertes, les désertions et le faible recrutement forcèrent Lon Nol à introduire la conscription et, en avril, les forces rebelles lancèrent une offensive qui atteint les faubourgs de la capitale. L'US Air Force réagit en lançant une opération de bombardement intense qui refoula les communistes dans les campagnes après qu'ils eurent été décimés par les frappes aériennes.

#### Le bombardement de Neak Luong (9 août 1973)

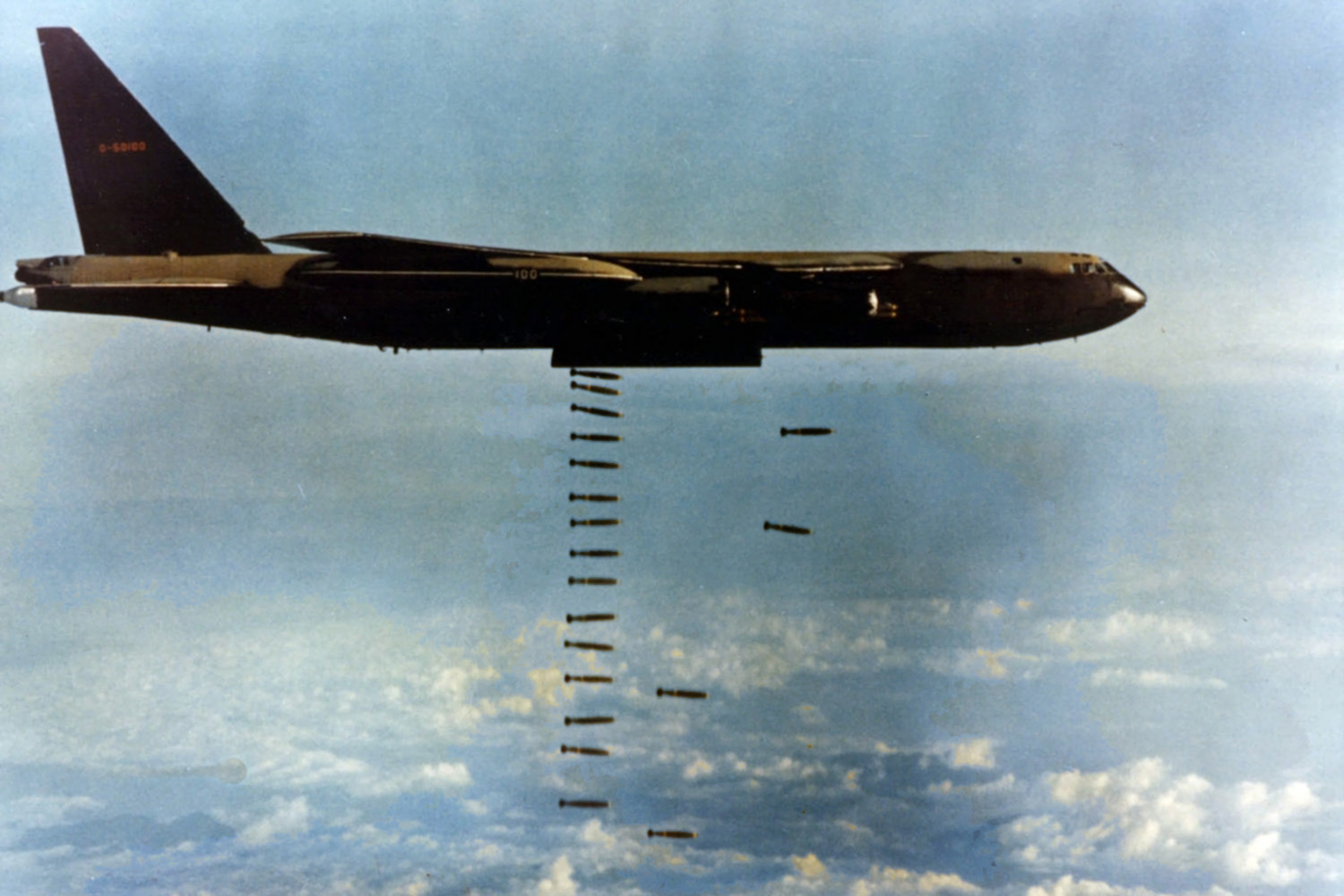
Bombardier américain Boeing B-52 Stratofortress en mission sur le Sud-Est asiatique. Les bombardements massifs « clandestins » américains poussèrent les paysans cambodgiens dans les rangs de l'opposition anti-gouvernementale.

Le 9 août 1973, un B-52 Stratofortress largue par erreur 108 bombes Mark 82 de 230 kg sur le village de Neak Luong, faisant 137 morts et 300 blessés
Au dernier jour de Freedom Deal, le 15 août 1973, 250 000 tonnes de bombes furent larguées sur la République khmère, 82 000 tonnes ayant été lâchées au cours des 45 derniers jours de l'opération. Depuis le lancement de l'opération Menu en 1969, l'US Air Force avait largué 539 129 tonnes de munitions sur le Cambodge. Le Cambodge est le pays le plus bombardé de l'Histoire.

### Radicalisation du conflit et montée en puissance des Khmers rouges
Jusqu'en 1972-1973, l'opinion générale prévalant tant à l'intérieur qu'en dehors du Cambodge était que la guerre était essentiellement un conflit étranger qui n'avait pas fondamentalement changé la nature du peuple khmer. Fin 1973, il y eut une prise de conscience croissante au sein du gouvernement et de la population du fanatisme, de l'absence totale de préoccupation pour les victimes et du rejet total de toute offre de pourparlers de paix qui « commença à suggérer que le fanatisme des Khmers rouges et leur capacité de violence étaient plus profonds qu'on ne le soupçonnait ».

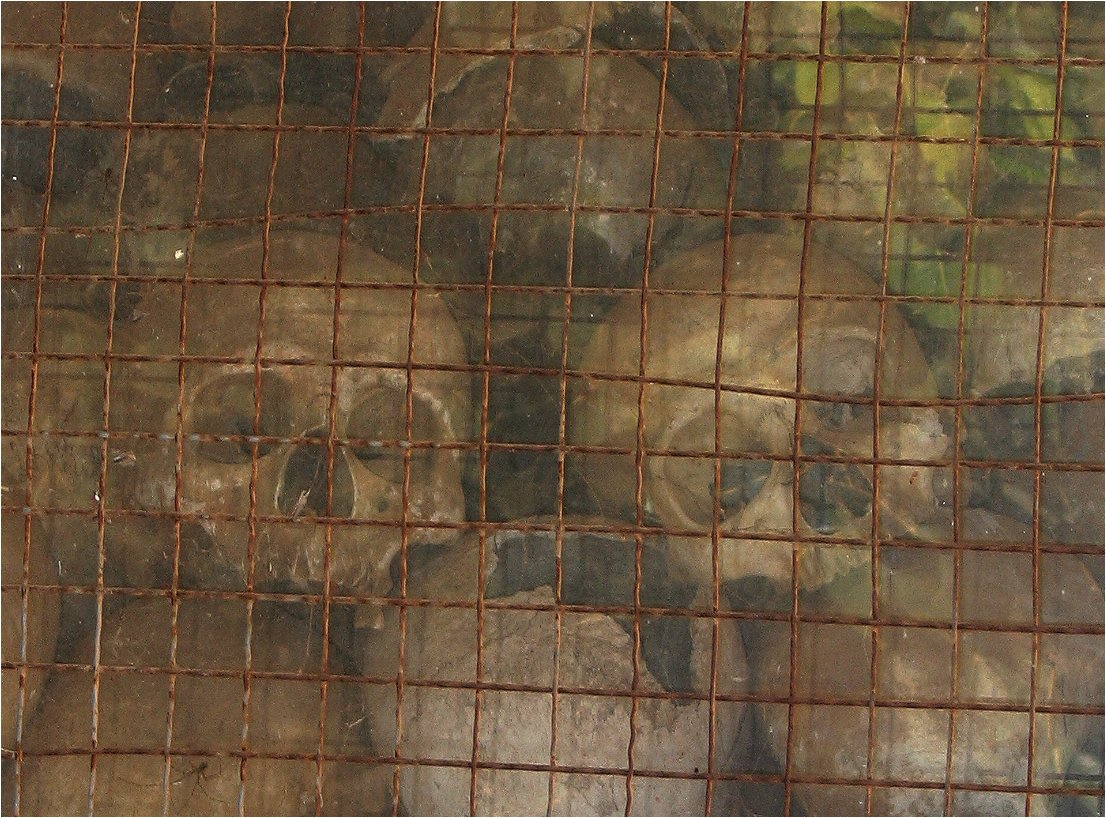
Ossuaire au Cambodge. Les massacres systématiques de populations civiles par les Khmers rouges débutèrent dès l'époque de la guerre civile, bien avant l'instauration du régime de Pol Pot.

Des rapports sur les brutalités perpétrées par les Khmers rouges parvinrent à Phnom Penh et se propagèrent dans la population augurant d'une folie violente qui était sur le point de consommer la nation. Il y avait des récits de réinstallations forcées de villages entiers, de l'exécution sommaire de ceux qui désobéissaient ou même posaient des questions, d'interdiction des pratiques religieuses, de moines défroqués ou assassinés et de prohibition des pratiques sexuelles et maritales traditionnelles,. La guerre était une chose, la manière désinvolte avec laquelle les Khmers rouges répandaient la mort, si contraire au caractère khmer, en était une autre. D'autres rapports de ces atrocités commencèrent à apparaître au cours de la période pendant laquelle les troupes nord-vietnamiennes se retirèrent du champ de bataille cambodgien. Ce n'était pas un hasard : le déplacement de leur effort de guerre sur le théâtre sud-vietnamien des troupes nord-vietnamiennes permit aux Khmers rouges d'appliquer leur doctrine et leur politique sans retenue pour la première fois.
Les dirigeants des Khmers rouges étaient presque totalement inconnus du grand public ; ils étaient désignés par leurs compatriotes comme « l'armée de la forêt » — l'appartenance même du Parti communiste du Kampuchéa au GRUNK ayant été cachée. Dans les zones « libérées », il était tout simplement dénommé Angkar — « l'organisation ». En 1973, le Parti communiste cambodgien était tombé sous le contrôle de ses membres les plus fanatiques, Pol Pot et Son Sen, qui estimaient que « le Cambodge devait passer par une révolution sociale totale et que tout ce qui avait précédé devait être frappé d'anathème et être détruit ».
Un autre fait échappa aussi à l'attention générale, à savoir l'antagonisme croissant entre les Khmers rouges et leurs alliés vietnamiens,. La direction radicale du parti soupçonnait en effet Hanoï de vouloir construire une fédération indochinoise sous domination vietnamienne. Les Khmers rouges étaient idéologiquement proches de la Chine tandis que le principal supporter politique du Nord Viêt Nam, l'Union soviétique, reconnaissait toujours le gouvernement de Lon Nol pour seul légitime. Mais l'idéologie n'était pas la seule pomme de discorde : beaucoup de communistes cambodgiens partageaient les préjugés racistes de leurs compatriotes à l'égard des Vietnamiens. Après la signature des accords de paix de Paris, les dirigeants Khmers rouges reprochèrent à l'armée nord-vietnamienne de cesser de leur fournir des armes, dans l'espoir de les forcer à un cessez-le-feu,. Quand les Américains, soulagés par la signature des accords, purent rapporter l'action de leur force aérienne entièrement sur les Khmers rouges, cela aussi fut reproché à Hanoï. Au cours de l'année, ces soupçons et ces comportements anti-vietnamiens conduisirent la direction du parti à de nouvelles purges au sein de ses rangs : la plupart des membres formés à Hanoï furent exécutés sur les ordres de Pol Pot.
Au fil du temps, l'« utilité politique » du prince Sihanouk pour les Khmers rouges avait par ailleurs nettement diminué.
Bien que le prince bénéficiât encore de la protection des Chinois, il était traité avec un mépris à peine dissimulé par les ministres Ieng Sary et Khieu Samphân à chacune de ses apparitions publiques à l'étranger pour défendre la cause du gouvernement royal d'union nationale. L'organisation avait démontré en termes non équivoques aux populations des zones « libérées » que l'expression ouverte d'un quelconque soutien à Sihanouk aboutirait à leur liquidation. En juin, il dira à la journaliste italienne Oriana Fallaci que, quand « ils [les Khmers rouges] m'auront sucé jusqu'à la moelle, ils me recracheront comme un noyau de cerise ». À la fin de 1973, les partisans de Sihanouk auront été purgés de tous les ministères du GRUNK et éliminés dans les rangs des insurgés. Peu après Noël, alors que les insurgés se préparaient pour leur dernière offensive, Sihanouk, s'entretenant avec le diplomate français Étienne Manac'h, dira que ses espoirs pour un socialisme modéré s'apparentant au modèle yougoslave devaient maintenant être totalement abandonnés et que l'Albanie stalinienne serait le modèle.

### La chute de Phnom Penh (15 avril 1975)
Au moment où les Khmers rouges lancèrent leur offensive de la saison sèche pour capturer la capitale assiégée du Cambodge le 1er janvier 1975, la République khmère était en plein chaos. L'économie était exsangue, le réseau de transport avait été réduit aux communications fluviales et aériennes, la récolte du riz avait été réduite d'un quart et les livraisons de poissons d'eau douce, principale source de protéines, avaient diminué de façon drastique. Le coût de la nourriture était de 20 fois supérieur au niveau d'avant-guerre et le chômage n'était même plus quantifié.

L'offensive finale contre Phnom Penh, avril 1975.

Phnom Penh, qui comptait avant-guerre une population d'environ 600 000 habitants, était submergée par les réfugiés qui continuaient d'affluer depuis le périmètre défensif en train de s'effondrer, portant celle-ci à près de deux millions. Ces civils impuissants et désespérés n'avaient pas d'emploi, peu de nourriture, pas d'abri ni de soins médicaux. Leur état et la situation du gouvernement ne firent qu'empirer lorsque les forces khmères rouges prirent progressivement le contrôle des rives du Mékong. Depuis les berges qu'ils contrôlaient, l'action de leurs mines et leurs tirs ne cessèrent de réduire le nombre de convois fluviaux apportant depuis le Sud Viêt Nam les fournitures en nourriture, carburant et munitions à la ville qui dépérissait lentement — 90 % des approvisionnements de la République khmère étaient assurés par ces convois. Après que le fleuve eut été totalement bloqué au début de février, les États-Unis assurèrent un pont aérien d'approvisionnement qui devint de plus en plus risqué cependant en raison des tirs de roquettes et d'artillerie communistes qui ne cessaient de s'abattre sur les aérodromes et la ville.
Désespérées, mais toujours déterminées, des unités de soldats républicains, dont beaucoup étaient à court de munitions, se déployèrent autour de la capitale et se battirent jusqu'au moment où elles furent submergées par les Khmers rouges. Fin mars 1975, environ 40 000 soldats communistes avaient encerclé la capitale et se préparaient à porter le « coup de grâce » à des forces républicaines environ moitié moindres en effectifs.
Lon Nol démissionna le 1er avril et quitta le pays, dans l'espoir qu'une solution négociée pouvait encore être possible s'il se retirait de la scène politique. Saukam Khoy assura ad interim la présidence d'un gouvernement auquel il restait moins de trois semaines à vivre. Les efforts américains de dernière minute afin de conclure un accord de paix impliquant Sihanouk se soldèrent par un échec. Lorsqu'un vote au Congrès américain pour une reprise de l'appui aérien américain échoua, la panique et une sensation de fin du monde s'abattirent sur la capitale. La situation fut parfaitement décrite par le général Sak Sutsakhan, devenu chef d'état-major des FANK, en ces termes : « l'image de la République khmère qui vient à l'esprit à cette époque était celle d'un homme malade qui ne survivait que par des moyens extérieurs et que, dans ces conditions, l'administration de médicaments, si efficace qu'elle puisse être, n'avait probablement plus d'utilité ».

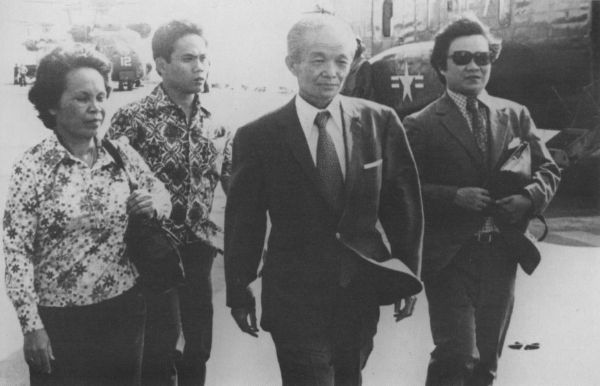
Saukham Khoy, successeur de Lon Nol comme Président de la République khmère à bord de lUSS Okinawa le 12 avril 1975 après son évacuation de Phnom Penh.

Le 12 avril, arrivant à la conclusion que tout était perdu — et sans en aviser le gouvernement khmer —, les États-Unis évacuèrent le personnel de leur ambassade par hélicoptères (opération Eagle Pull). Parmi les 276 personnes évacuées figuraient l'ambassadeur américain John Gunther Dean, d'autres membres du corps diplomatique américain, le président khmer par intérim Saukam Khoy, de hauts responsables khmers du gouvernement de la République ainsi que leurs familles, et des membres des médias. En tout, 82 ressortissants américains, 159 Cambodgiens et 35 citoyens de pays tiers furent évacués. Bien qu'invités par l'ambassadeur Dean à se joindre à l'évacuation, et à la grande surprise des Américains, le prince Sisowath Sirik Matak, Long Boret, Lon Non (le frère de Lon Nol) et la plupart des membres du cabinet de Lon Nol déclinèrent l'offre. Tous affirmèrent qu’ils préféraient partager le sort de leur peuple.
Après le départ des Américains et de Saukam Khoy, un Conseil Suprême de sept membres, dirigé par le général Sak Sutsakhan, fut mis en place. En date du 15 avril, les dernières défenses solides de la ville avaient été débordées par les communistes. Dans les premières heures du 17 avril, le comité décida de déplacer le siège du gouvernement vers la province d'Oddar Meanchay dans le Nord-Ouest du pays. Vers 10 h 00, la voix du général Mey Chan Si de l'état-major général des FANK ordonna à la radio à toutes les forces républicaines de cesser le feu, car « des négociations étaient en cours » pour la reddition de Phnom Penh. Les troupes khmères rouges commencèrent immédiatement à vider de force la capitale, entraînant la population dans les campagnes et tuant des milliers de personnes pendant le processus. L'« Année Zéro » venait de commencer.
En cinq ans, la guerre civile cambodgienne avait coûté aux États-Unis environ un million de dollars par jour — soit un total d'1,8 milliard de dollars en aide militaire et économique. [réf. souhaitée] L'opération Freedom Deal avait quant à elle coûté sept autres milliards de dollars américains.

### L'incident du Mayagüez (mai 1975)

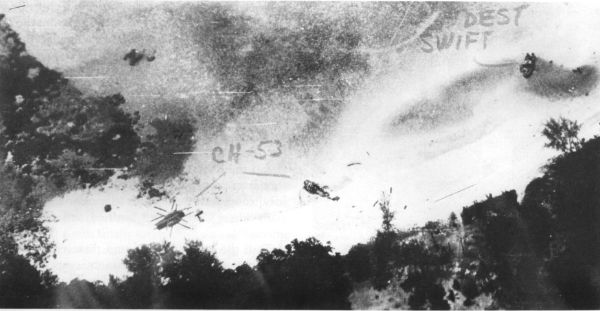
Épaves d'hélicoptères américains et de bateaux khmers sur la Landing Zone orientale de l'île de Koh Tang.

L'« incident du Mayagüez » impliquant le gouvernement khmer rouge entre les 12 et 15 mai 1975 fut officiellement la dernière bataille à laquelle prirent part les États-Unis lors de la guerre dans le Sud-Est asiatique.
Il fut aussi le seul affrontement direct connu entre des forces terrestres des États-Unis et les Khmers rouges. Trois marines restés sur place après la bataille furent capturés par les Khmers rouges et exécutés en captivité.

### Bibliographie

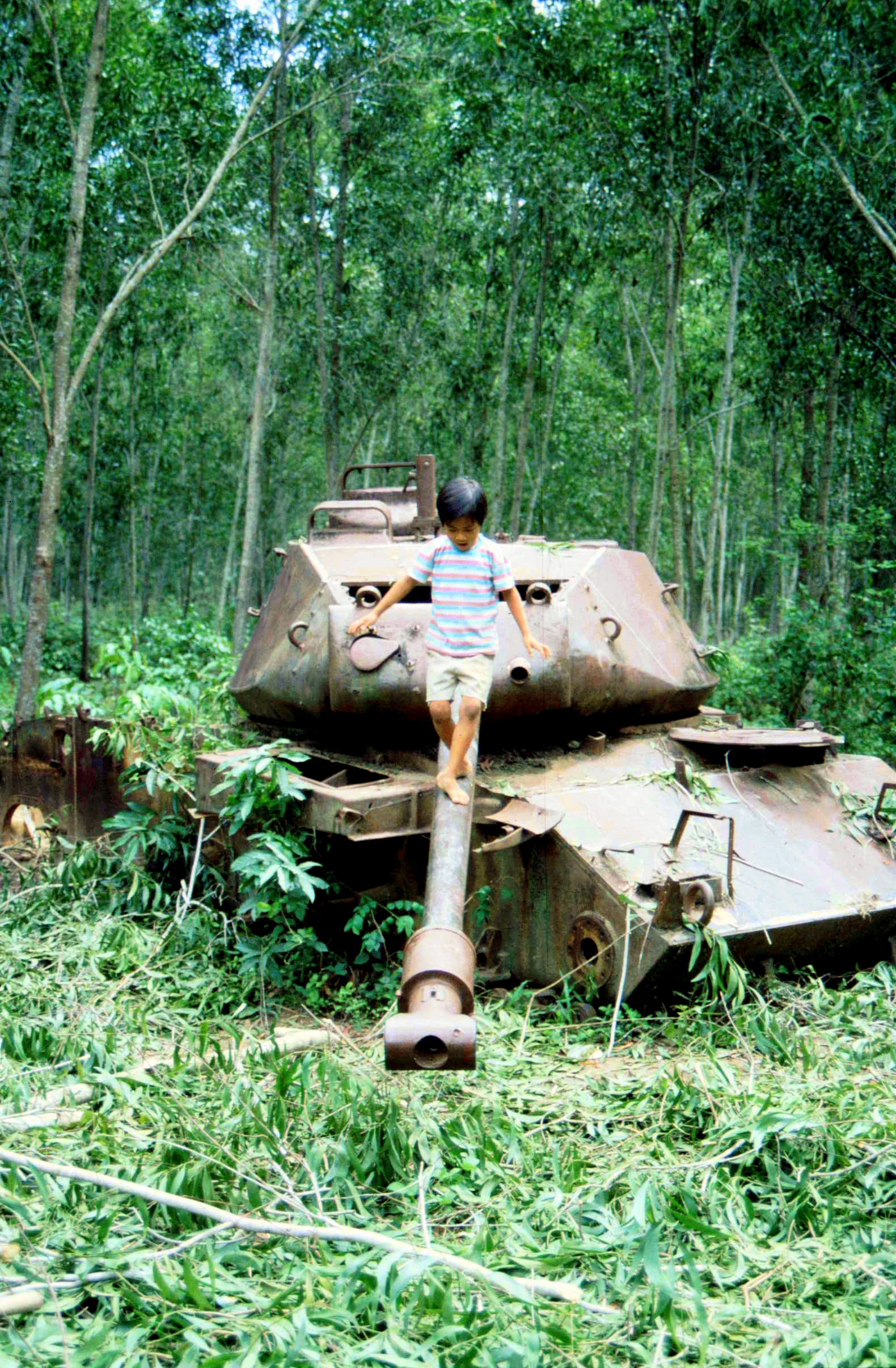
Épave d'un char M41 Walker Bulldog dans la jungle cambodgienne.

#### Ouvrages en français
- (fr) Collectif, Histoire des guerres du Vietnam, Encyclopédie visuelle Elsevier, éditions Elsevier Séquoia, Bruxelles, 1980  (ISBN 2-8003-0371-9).
- (fr) Collectif, Nam - l'histoire vécue de la guerre du Vietnam 1965-1975, éditions Atlas, Paris, 1988 pour la première édition.
- (fr) Renée Bridel, Neutralité • Une voie pour le Tiers Monde ? — en particulier Chapitre V : Qu'apporte la politique de neutralité à la Paix, p. 197 et suiv.[Quoi ?], l'Âge d'Homme, 1968.
- (fr) Pierre Brocheux, Histoire de l'Asie du Sud-Est: révoltes, réformes, révolutions, Presses universitaires de Lille, 1981  (ISBN 2-85939-167-3) (BNF 36600269).
- (fr) François Debré, Cambodge : la révolution de la forêt, Flammarion, 1er janvier 1977, 261 p. (ISBN 9782080609113)
- (fr) Bernard Hamel, Sihanouk et le drame cambodgien, L'Harmattan, 1er décembre 1992, 276 p. (ISBN 9782738419330).
- (fr) Jean-Claude Pomonti, Serge Thion, Des courtisans aux partisans : essai sur la crise cambodgienne, Gallimard, collection « Idées » (no 230), 1971.
- (fr) François Ponchaud, Cambodge année zéro, Editions Kailash, coll. « Civilisations & sociétés », 20 juin 1998, 312 p. (ISBN 9782842680312), p. 280
- (fr) Norodom Sihanouk, L'Indochine vue de Pékin - Entretiens avec Jean Lacouture, éditions du Seuil, Paris, 1972.
- (fr) Kaonn Vandy, Cambodge 1940-1991 ou la Politique sans les Cambodgiens, essai, éditions l'Harmattan, 1993  (ISBN 2-7384-1925-9).
- (fr) William Shawcross (trad. Françoise Bonnet), Une Tragédie sans importance : Kissinger, Nixon et l'anéantissement du Cambodge [« Sideshow »], F. Adel, 1979, 438 p. (ISBN 9782715802186) (voir la bibliographie en anglais pour l'EO)

#### Ouvrages en anglais
Documents officiels :

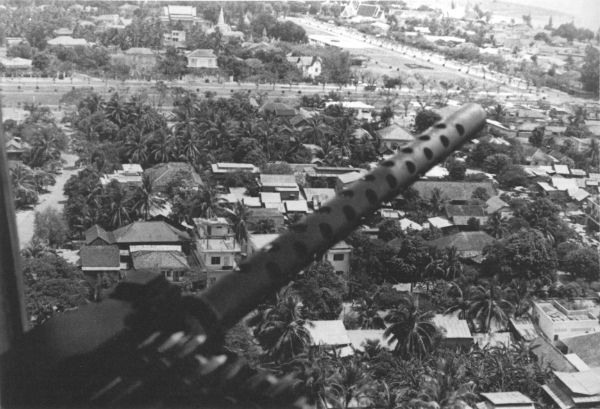
Vue aérienne de Phnom Penh à partir d'un hélicoptère CH‑53 le 12 avril 1975.

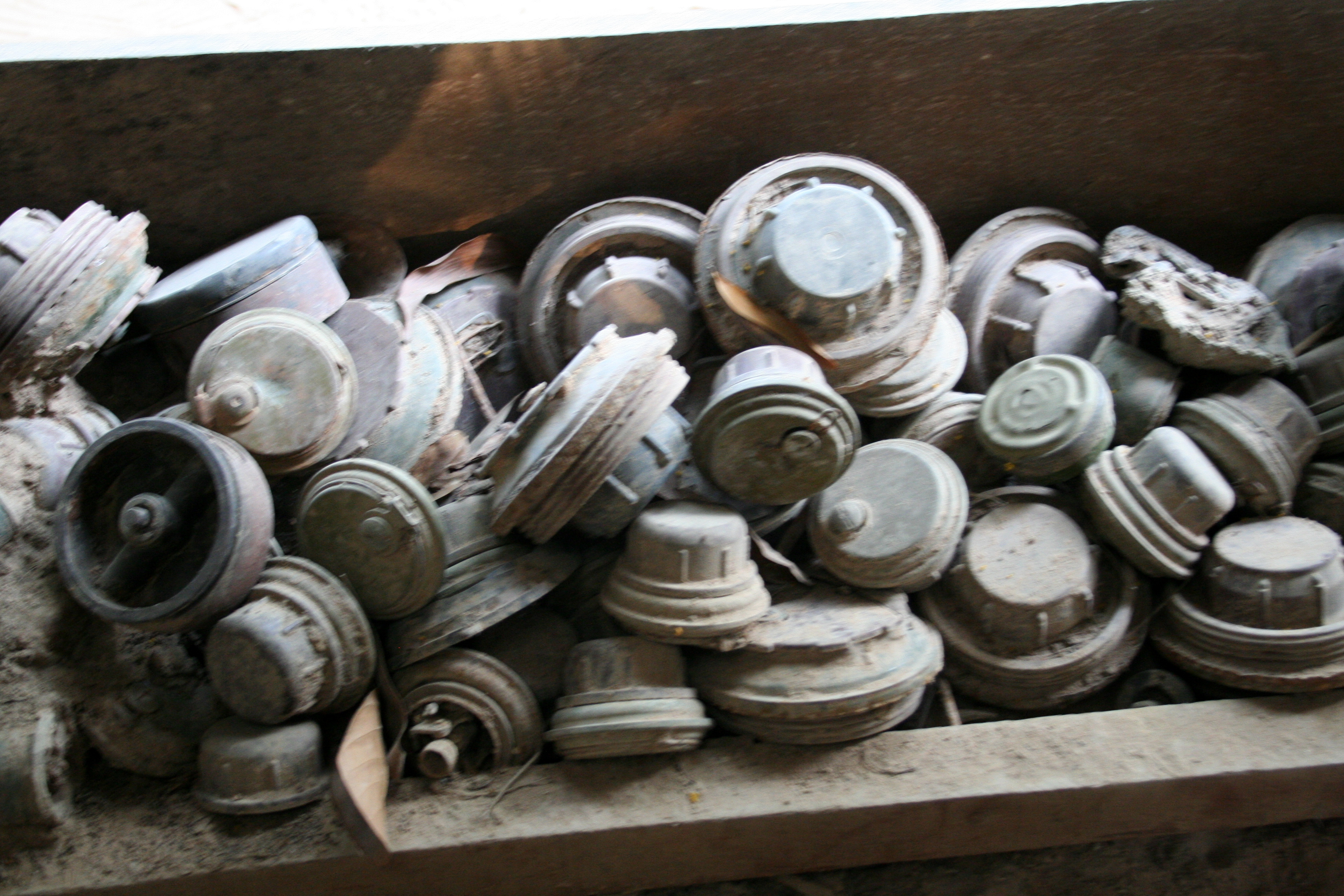
Mines antipersonnel de différentes origines conservées au Musée de Seam Reap. Au début des années 2000, bien après la fin des conflits qui ensanglantèrent le Cambodge, elles constituent encore un danger majeur pour les populations civiles dans les campagnes.

- (en) Military History Institute of Vietnam (trad. Merle Pribbenow), Victory in Vietnam, Lawrence (Kansas), University Press of Kansas, coll. « Modern war studies », 2002, 494 p. (ISBN 978-0-700-62187-3 et 978-0-700-61175-1, lire en ligne).
- (en) Sak Sutsakhan et U.S. Army Center of Military History, The Khmer Republic at War and the Final Collapse, Books Express Publishing, coll. « Indochina Monograph », 1er mars 2011 (1re éd. 1987), 200 p. (ISBN 9781780392585), p. 79

Biographies :
- (en) Milton Osborne, Sihanouk : Prince of Light, Prince of Darkness, St. Leonards, Australia, Allen & Unwin, 1994, 283 p. (ISBN 978-1-863-73642-8 et 978-9-747-04722-6).

Divers :
- (en) Kenneth Conboy, The war in Cambodia, 1970-75, Londres, Osprey Publishing, coll. « Men-at-Arms » (no 209), 1989, 48 p. (ISBN 978-0-850-45851-0).
- (en) David Porter Chandler, The Tragedy of Cambodian History : Politics, War, and Revolution Since 1945, Yale University Press, 2 août 1993, 414 p. (ISBN 9780300057522, présentation en ligne)
- (en) Wilfred P. Deac (préf. Harry G. Summers, Jr.), Road to the killing fields : the Cambodian war of 1970-1975, College Station, Texas A & M University Press, coll. « military history » (no 53), 1997, 307 p. (ISBN 978-0-585-14744-4).
- (en) Clark Dougan et al., The fall of the South, Boston, MA, Boston Pub. Co, coll. « Vietnam experience », 1985, 191 p. (ISBN 978-0-939-52616-1).
- (en) Arnold R. Isaacs, Gordon Hardy et al., Pawns of war : Cambodia and Laos, Boston, MA, Boston Pub. Co, coll. « Vietnam experience », 1987, 192 p. (ISBN 978-0-939-52624-6).
- (en) Stanley Karnow, Vietnam : a history, New York, Viking Press, 1983, 752 p. (ISBN 978-0-670-74604-0).
- (en) Douglas Kinnard, The war managers, Wayne, N.J, Avery Pub. Group, 1985, 216 p. (ISBN 978-0-895-29281-0).
- (en) Samuel Lipsman et Edward Doyle, Fighting for time, Boston, MA, Boston Pub. Co, coll. « Vietnam experience », 1983, 198 p. (ISBN 978-0-939-52607-9).
- (en) Samuel Lipsman et Stephen Weiss, The false peace, 1972-74, Boston, MA, Boston Pub. Co, coll. « Vietnam experience », 1985, 191 p. (ISBN 978-0-939-52615-4).
- (en) Stephen J. Morris, Why Vietnam invaded Cambodia : political culture and the causes of war, Stanford, Calif, Stanford University Press, 1999, 315 p. (ISBN 978-0-804-73049-5, lire en ligne).
- (en) John Morrocco, Rain of fire : air war, 1969-1973, Boston, MA, Boston Pub. Co, coll. « Vietnam experience. », 1985, 192 p. (ISBN 978-0-939-52614-7).
- (en) Douglas Pike, John Prados, James W. Gibson, Shelby Stanton, Col. Rod Paschall, John Morrocco & Benjamin F. Schemmer, War in the Shadows, Boston Publishing Company, Boston, 1991.
- (en) François Ponchaud, Cambodia: Year Zero, Holt, Rinehart, and Winston, New York, 1981.
- (en) John M. Shaw, The Cambodian Campaign: the 1970 offensive and America's Vietnam War, University of Kansas Press, Lawrence (Kansas, États-Unis), 2005  (ISBN 0700614052).
- (en) William Shawcross, Sideshow : Kissinger, Nixon and the destruction of Cambodia, New York, Simon and Schuster, coll. « Touchstone book », 1981, 510 p. (ISBN 978-0-671-25414-8 et 978-0-671-23070-8).
- (en) Frank Snepp, Decent Interval : An Insider's Account of Saigon's Indecent End, New York, Random House, 1977, 590 p. (ISBN 978-0-394-40743-2).
- (en) Truong Nhu Tang, A Vietcong memoir, San Diego, Harcourt Brace Jovanovich, 1985, 350 p. (ISBN 978-0-151-93636-6).
- (en) John Tully, A short history of Cambodia : from empire to survival, Crows Nest, N.S.W, Allen & Unwin, coll. « Short history of Asia series », 2005, 268 p. (ISBN 978-1-741-14763-6).